# Liste donauschwäbischer Persönlichkeiten
Die Liste donauschwäbischer Persönlichkeiten enthält eine Übersicht bedeutender in den donauschwäbischen Siedlungsgebieten angesiedelter oder geborener Personen.

## Definition „Donauschwaben“
| Überschrift der Spalte | Erläuterung |
| --- | --- |
| Name | Name der Person, nach dem Familiennamen alphabetisch geordnet. |
| * | Geburtsjahr der Person, sortierbar. |
| † | Todesjahr der Person, sortierbar. |
| Geburtsort | Name des Geburtsorts der Person zur Zeit ihrer Geburt. Bei Abweichungen vom heutigen und vom deutschen Namen stehen diese in Klammern dahinter, sortierbar. |
| Land zur Zeit der Geburt | Name des Staatsgebildes, in dem der Geburtsort zum Zeitpunkt der Geburt der Person lag, sortierbar (siehe Hilfe). |
| Land der Geburt heute | Heutiges Staatsgebilde, in dem der Geburtsort der Person liegt, sortierbar. |
| Volksgruppen- zugehörigkeit | Volksuntergruppe der Person, sortierbar nach den geografisch definierten Banater Schwaben, Banater Berglanddeutschen, und Sathmaer Schwaben. Bei anderen Donauschwaben werden geografische Angaben zur historischen Region gemacht, z. B.: Donauschwabe, Banat, Vojvodina; oder, wenn in Ungarn gelegen, zum aktuellen Komitat, z. B.: Donauschwabe, Baranja, Komitat Pécs. |
| Tätigkeit | Kurzbeschreibung der Tätigkeit. Die Sortierktiterien sind (ohne Umlaute): Autor; Funktionar; Geistlicher; Künstler; Militarperson; Musiker; Politiker; Sportler; Wissenschaftler; z-Anderes |
| Porträt, Link | Porträt der Person oder ein Weblink zu einem Porträt |
| Verlinkt sind nur der Name der Person und die erste Erwähnung des heutigen Geburtsortsnamens in alphabetischer Reihenfolge der Personennachnamen. Zum Einfügen eines neuen Datensatzes siehe auch Syntaxbaustein für einen Personendatensatz und Hilfe zum Land z.Zt. der Geburt. | |

Donauschwaben ist ein Sammelbegriff für die im 17. bis zur zweiten Hälfte des 19. Jahrhunderts durch die Habsburgermonarchie angeworbenen und im Wesentlichen mit den Schwabenzügen in die Länder der Stephanskrone ausgewanderten vorwiegend deutschen Kolonisten und ihrer Nachkommen.
Nur etwa 5–6 Prozent der deutschen Siedler kamen tatsächlich aus Schwaben, jedoch wurden sie im gesamten mittleren Donauraum von ihren magyarischen, südslawischen und rumänischen Nachbarn wie auch von bulgarischen, slowakischen und tschechischen Zuwanderern Schwaben genannt. Bis Ende des Ersten Weltkrieges wurden die Siedler auch Ungarländische Deutsche genannt.
Der Begriff Donauschwaben wurde in den frühen 1920er Jahren von dem Geographen Robert Sieger geprägt und 1922 von dem Historiker und Nationalsozialisten Hermann Rüdiger verbreitet. Der Begriff sollte der Darstellung eines gemeinsamen Gegensatzes der deutschen Minderheit zu den anderen dort seit längerem ansässigen Bevölkerungsteilen dienen. Die Bezeichnungen Donaubayern und Donaudeutsche konnten sich nicht durchsetzen.
Die Siedlungsgebiete lagen im Wesentlichen längs des Mittellaufs der Donau in der Pannonischen Tiefebene, deren Staatszugehörigkeit und Bezeichnung von der ersten Ansiedlung unter den Habsburgern bis in das späte 20. Jahrhundert häufig wechselte. Die Gebiete liegen heute in den Grenzen Ungarns, Rumäniens, Serbiens und Kroatiens. Die Gebiete Banat, Baranja, Batschka, Slawonien, Syrmien, Vojvodina und die ungarischen Komitate sind teils historische, teils noch offiziell gebräuchliche Bezeichnungen der Siedlungsregionen und finden in der Liste als unterscheidendes Merkmal Berücksichtigung.
Die Volksgruppe Donauschwaben umfasst folgende Volksuntergruppen:
- die Ungarndeutschen mit Ausnahme der Ost-Burgenländer
- die Jugoslawiendeutschen aus der Vojvodina, Slawonien, Kroatien, Bosnien und Serbien, nicht aber die Oberkrainer und die Gottscheer aus Slowenien (siehe auch Sloweniendeutsche)
- die Rumäniendeutschen aus dem Banat (Banater Schwaben und Banater Berglanddeutsche), auch aus der Gegend um Arad, welche nicht dem Banat zugeordnet wird, sowie die Sathmarer Schwaben, nicht jedoch die Siebenbürger Sachsen

Die zeitliche Abgrenzung beginnt mit den Siedlungszügen vor den Schwabenzügen (1686–1720). Um 1900 kam es wegen der zunehmenden Bodenknappheit und der damit verbundenen Armut von Teilen der Landbevölkerung zu einer vermehrten Auswanderung vor allem in die Vereinigten Staaten von Amerika, an der auch viele Donauschwaben teilnahmen. In der Endphase des Zweiten Weltkriegs begann in den Siedlungsgebieten der Auflösungsprozess der Bevölkerungsgruppe durch Flucht, Vergeltung, Deportation, Vertreibung und später Auswanderung. Der überwiegende Teil der Ausgereisten integrierte sich in der Bevölkerung Deutschlands und Österreichs, kleinere Teile zog es unter anderem in die Vereinigten Staaten von Amerika, nach Kanada, Brasilien, Argentinien oder Australien; ein geringer Teil der donauschwäbischen Bevölkerung verblieb in den ehemaligen Siedlungsgebieten. Die Arbeit zahlreicher landsmannschaftlicher Verbände und Vereine weltweit gilt der Erhaltung der donauschwäbischen Kultur; der Fortbestand der Donauschwaben als Volksgruppe ist mit dem Aussterben der Erlebnisgeneration und wegen der nunmehr geringen Präsenz in den ehemaligen Siedlungsgebieten ungewiss. Durch die definitionsbedingte Beziehung der Donauschwaben zu ihren Siedlungsgebieten ist die Aufnahme ausgewanderter Vertreter der Volksgruppe und deren Nachkommen in die Liste zeitlich auf die erste Generation der nicht mehr in den Siedlungsgebieten geborenen Persönlichkeiten beschränkt.

## Liste
| Name                                           | *              | †                | Geburtsort                                                                      | Land zur Zeit der Geburt (siehe Zeitliche Verortung) | Land der Geburt heute           | Volksgruppen- zugehörigkeit                                                   | Tätigkeit | Porträt, Link                       |  |
| ---------------------------------------------- | -------------- | ---------------- | ------------------------------------------------------------------------------- | ---------------------------------------------------- | ------------------------------- | ----------------------------------------------------------------------------- | --- | ----------------------------------- |  |
| Paul Abraham                                   | 1892           | 1960             | Apatin                                                                          | Ungarn (Königreich Ungarn, 1867–1918)                | Serbien                         | Donauschwabe, Batschka, Vojvodona                                             | Komponist |                                     |  |
| Ludwig Aigner                                  | 1840           | 1909             | Großjetscha (heute Iecea Mare, deutsch Großjetscha)                             | Österreich (Kaisertum Österreich)                    | Rumänien                        | Banater Schwabe                                                               | Literaturhistoriker |                                     |  |
| Otto Alscher                                   | 1880           | 1944             | Perlasz (heute Perlez, deutsch Perlas)                                          | Ungarn (Königreich Ungarn, 1867–1918)                | Serbien                         | Donauschwabe, Banat, Vojvodina                                                | Dichter |                                     |  |
| Peter Anton                                    | 1902           | 1946             | Varjas (heute Variaș, deutsch Warjasch)                                         | Österreich (Österreich-Ungarn)                       | Rumänien                        | Banater Schwabe                                                               | Genossenschaftsfunktionär, stellvertretender Landesbauernführer und Gauleiter des Banats |                                     |  |
| Heinrich Anwender                              | 1882           | 1948             | Temesmóra (heute Moravița, deutsch Morawitz)                                    | Ungarn (Königreich Ungarn, 1867–1918)                | Rumänien                        | Banater Schwabe                                                               | Buchdrucker |                                     |  |
| Andor Arató (Andreas Ackermann)                | 1887           | 1964             | Lugos (heute Lugoj, deutsch Lugosch)                                            | Ungarn (Königreich Ungarn, 1867–1918)                | Rumänien                        | Banater Schwabe                                                               | Komponist, Kirchenmusiker |                                     |  |
| Anton Arnold                                   | 1880           | 1954             | Fehértemplom (heute Bela Crkva, deutsch Weißkirchen )                           | Ungarn (Königreich Ungarn, 1867–1918)                | Serbien                         | Donauschwabe, Banat, Vojvodina                                                | Tenor |                                     |  |
| Erika Áts                                      | 1934           | 2020             | Miskolc (deutsch Mischkolz)                                                     | Ungarn (Königreich Ungarn, 1919–1946)                | Ungarn                          | Donauschwäbin, Komitat Borsod-Abaúj-Zemplén                                   | Autorin |                                     |  |
| Stefan Augsburger                              | 1856           | 1893             | Filipowa (heute Bački Gračac, deutsch Filipowa, Filipsdorf)                     | Österreich (Kaisertum Österreich)                    | Serbien                         | Donauschwabe, Batschka, Vojvodina                                             | Katholischer Priester, Politiker, Reichstagsabgeordneter im Ungarischen Parlament, Dichter                                                                                                   |                                     |  |
| Marie von Augustin                             | 1806           | 1886             | Werschetz (heute Vršac, deutsch Werschetz)                                      | Österreich (Kaisertum Österreich)                    | Serbien                         | Donauschwäbin, Banat, Vojvodina                                               | Malerin, Autorin |                                     |  |
| Ludwig Aulich                                  | 1792 oder 1795 | 1849             | Pressburg (heute Bratislava, deutsch Pressburg )                                | Österreich (Heiliges Römisches Reich)                | Slowakei                        | Donauschwabe                                                                  | Revolutionsgeneral, Kriegsminister |                                     |  |
| Jakob Awender                                  | 1898           | 1975             | Istvánfölde (heute Krajišnik, deutsch Stefansfeld)                              | Ungarn (Königreich Ungarn, 1867–1918)                | Serbien                         | Donauschwabe, Banat, Vojvodina                                                | Führer der „Erneuerungsbewegung“ im Königreich Jugoslawien |                                     |  |
| Margarethe Bacher                              | 1934           | 2005             | Bačko Dobro Polje (deutsch Kleinker, Kischker, Klein Ker)                       | Jugoslawien (Königreich Jugoslawien)                 | Serbien                         | Donauschwäbin, Batschka, Vojvodina                                            | Spitzenköchin, Michelin-Stern |                                     |  |
| Béla Balázs (Herbert Bauer)                    | 1884           | 1949             | Szeged (deutsch Szegedin)                                                       | Ungarn (Königreich Ungarn, 1867–1918)                | Ungarn                          | Donauschwabe, Banat, Komitat Csongrád                                         | Dichter, Drehbuchautor, Librettist |                                     |  |
| Josef Bartl                                    | 1932           | 2013             | Soroksár (deutsch Schorokschar)                                                 | Ungarn (Königreich Ungarn, 1919–1946)                | Ungarn                          | Donauschwabe, Komitat Budapest                                                | Maler, Mihály-Munkácsy-Preisträger, Ritterkreuz der Republik Ungarn |                                     |  |
| Peter Barth                                    | 1898           | 1984             | Máslak (heute Mașloc, deutsch Blumenthal)                                       | Ungarn (Königreich Ungarn, 1867–1918)                | Rumänien                        | Banater Schwabe                                                               | Dichter |                                     |  |
| Simon Wilhelm Bartmann                         | 1878           | 1944             | Bersztóc (heute Banatski Brestovac, deutsch Rustendorf )                        | Ungarn (Königreich Ungarn, 1867–1918)                | Serbien                         | Donauschwabe, Banat, Vojvodina                                                | Jurist und Mitbegründer des Schwäbisch-Deutschen Kulturbundes |                                     |  |
| Emmerich Bartzer                               | 1895           | 1961             | Lovrin (deutsch Lowrin)                                                         | Ungarn (Königreich Ungarn, 1867–1918)                | Rumänien                        | Banater Schwabe                                                               | Komponist, Dirigent, Violinist, Pädagoge |                                     |  |
| Franz Anton Basch                              | 1901           | 1946             | Zürich                                                                          | Schweiz                                              | Schweiz                         | Donauschwabe, Ungarn (außerhalb des Siedlungsgebietes geboren)                | Vorsitzender des Ungarischen Volksbunds, Volksgruppenführer der Deutschen in Ungarn |                                     |  |
| Stefan Bastius                                 | 1926           | 2017             | Vršac (deutsch Werschetz)                                                       | Jugoslawien (Königreich Jugoslawien)                 | Serbien                         | Donauschwabe, Banat, Vojvodina                                                | Autor, Chemiker |                                     |  |
| Georg Bauer                                    | 1843           | 1925             | Aradul Nou (deutsch Neu-Arad)                                                   | Kaisertum Österreich                                 | Rumänien                        | Banater Schwabe                                                               | Päpstlicher Prälat, Generalvikar und Domherr der Cenader Diözese |                                     |  |
| Franz Anton Baumann (Paumon)                   | 1704           | 1750             |                                                                                 | Österreich (Heilges Römisches Reich)                 | Österreich                      | Donauschwabe, Baranja, Komitat Baranya                                        | Komponist, Domkapellmeister in Fünfkirchen (Pécs) |                                     |  |
| Gertrude Baumstark                             | 1941           | 2020             | Timișoara (deutsch Temeswar)                                                    | Rumänien (Königreich Rumänien)                       | Rumänien                        | Banater Schwäbin                                                              | Schachspielerin |                                     |  |
| Joseph Behm                                    | 1815           | 1885             | Alsórámóc                                                                       | Österreich (Kaisertum Österreich)                    | Österreich                      | Donauschwabe, Komitat Veszprém                                                | Komponist, Domkapellmeister in Wesprim oder Weißbrunn (Veszprém) |                                     |  |
| Josef Beer                                     | 1912           | 2000             | Fehértemplom (heute Bela Crkva, deutsch Weißkirchen)                            | Ungarn (Königreich Ungarn, 1867–1918)                | Serbien                         | Donauschwabe, Banat, Vojvodina                                                | Verbandsfunktionär im Schwäbisch-Deutschen Kulturbund, Autor |                                     |  |
| Károly Beregfy                                 | 1888           | 1946             | Cservenka (heute Crvenka, deutsch Tscherwenka, Rotweil)                         | Ungarn (Königreich Ungarn, 1867–1918)                | Serbien                         | Donauschwabe, Batschka, Vojvodina                                             | ungarischer Generaloberst und nationalsozialistischer Verteidigungsminister des Szálasi-Regimes (1944–1945)                                                                                  |                                     |  |
| Adam Berenz                                    | 1898           | 1968             | Apatin                                                                          | Ungarn (Königreich Ungarn, 1867–1918)                | Serbien                         | Donauschwabe, Batschka, Vojvodina                                             | Domprediger in Kalocsa, Kaplan, Vikar |                                     |  |
| Nikolaus Berwanger                             | 1935           | 1989             | Freidorf                                                                        | Rumänien (Königreich Rumänien)                       | Rumänien                        | Banater Schwabe                                                               | Journalist |                                     |  |
| Karl Biedermann                                | 1890           | 1945             | Miskolc (deutsch Mischkolz)                                                     | Ungarn (Königreich Ungarn, 1867–1918)                | Ungarn                          | Donauschwabe, Komitat Borsod-Abaúj-Zemplén                                    | Kommandant der österreichischen Heimwehr, Major der deutschen Wehrmacht |                                     |  |
| Otto Birg                                      | 1926           | 2015             | Đurđevac (deutsch Sankt Georgwar)                                               | Jugoslawien (Königreich Jugoslawien)                 | Kroatien                        | Donauschwabe                                                                  | Maler, Zeichner, Bildhauer |                                     |  |
| Carmen Birk                                    | 1980           |                  | Timișoara (deutsch Temeswar)                                                    | Rumänien (Zeit des Kommunismus)                      | Rumänien                        | Banater Schwäbin                                                              | Schauspielerin |                                     |  |
| Franz Bittenbinder                             | 1927           | 2006             | Timișoara (deutsch Temeswar)                                                    | Rumänien (Königreich Rumänien)                       | Rumänien                        | Banater Schwabe                                                               | Maler |                                     |  |
| Franz Blaskovics                               | 1864           | 1937             | Steierdorf-Anina (heute Anina, deutsch Steierdorf-Anina)                        | Österreich (Kaisertum Österreich)                    | Rumänien                        | Banater Berglanddeutscher                                                     | Dompropst und Generalvikar der Diözese Timișoara |                                     |  |
| Anton Bleiziffer                               | 1950           |                  | Sântana (deutsch Sanktanna)                                                     | Rumänien (Zeit des Kommunismus)                      | Rumänien                        | Banater Schwabe                                                               | Tonarchivar |                                     |  |
| Jakob Bleyer                                   | 1874           | 1933             | Dunacséb (heute Čelarevo bei Bačka Palanka, deutsch Tscheb)                     | Ungarn (Königreich Ungarn, 1867–1918)                | Serbien                         | Donauschwabe, Batschka, Vojvodina                                             | Abgeordneter, ungarischer Minister für nationale Minderheiten |                                     |  |
| Herbert Bockel                                 | 1940           |                  | Aradul Nou (deutsch Neu-Arad)                                                   | Rumänien (Königreich Rumänien)                       | Rumänien                        | Banater Schwabe                                                               | Literaturforscher |                                     |  |
| Georg Böhm                                     | 1962           |                  | Sălacea (deutsch Salzburg)                                                      | Rumänien (Zeit des Kommunismus)                      | Rumänien                        | Sathmarer Schwabe                                                             | Tischtennisspieler |                                     |  |
| Gustav Böhm                                    | 1823           | 1878             | Pest (heute Budapest)                                                           | Österreich (Kaisertum Österreich)                    | Ungarn                          | Donauschwabe, Komitat Budapest                                                | Opernregisseur, Dramaturg |                                     |  |
| Hans Bohn                                      | 1927           | 2017             | Sânpetru Mic (deutsch Kleinsanktpeter)                                          | Rumänien (Königreich Rumänien)                       | Rumänien                        | Banater Schwabe                                                               | Autor |                                     |  |
| Rolf Bossert                                   | 1952           | 1986             | Reșița (deutsch Reschitz)                                                       | Rumänien (Zeit des Kommunismus)                      | Rumänien                        | Banater Berglanddeutscher                                                     | Journalist |                                     |  |
| Josef Brandeisz                                | 1896           | 1978             | Csák (heute Ciacova, deutsch Tschakowa)                                         | Ungarn (Königreich Ungarn, 1867–1918)                | Rumänien                        | Banater Schwabe                                                               | Organist, Violinist |                                     |  |
| Béla von Brandenstein                          | 1901           | 1989             | Budapest                                                                        | Reschitz                                             | Ungarn                          | Donauschwabe, Komitat Budapest                                                | Philosoph |                                     |  |
| Adam Brandner                                  | 1857           | 1940             | Franzfeld (heute Kačarevo, deutsch Franzfeld)                                   | Österreich (Kaisertum Österreich)                    | Serbien                         | Donauschwabe, Banat, Vojvodina                                                | Österreich-ungarischer Feldmarschalleutnant, Militärkommandant von Krakau |                                     |  |
| Anton Breitenhofer                             | 1912           | 1989             | Resicabánya (heute Reșița, deutsch Reschitz)                                    | Ungarn (Königreich Ungarn, 1867–1918)                | Rumänien                        | Banater Schwabe                                                               | kommunistischer Politiker, Autor, Chefredakteur |                                     |  |
| Helmut Britz                                   | 1956           |                  | Timișoara (deutsch Temeswar)                                                    | Rumänien (Zeit des Kommunismus)                      | Rumänien                        | Banater Schwabe                                                               | Journalist, Übersetzer, Dichter |                                     |  |
| Nikolaus Britz                                 | 1919           | 1982             | Kikinda (deutsch Großkikinda)                                                   | Jugoslawien (Königreich Jugoslawien)                 | Serbien                         | Donauschwabe, Banat, Vojvodina                                                | Germanist, Gründer der Internationalen Lenau-Gesellschaft |                                     |  |
| Gerhard Brössner                               | 1940           |                  | Timișoara (deutsch Temeswar)                                                    | Rumänien (Königreich Rumänien)                       | Rumänien                        | Banater Schwabe                                                               | Schauspieler |                                     |  |
| Christian Ludwig Brücker                       | 1915           | 1992             | Sóvé (heute Ravno Selo, deutsch Schowe)                                         | Ungarn (Königreich Ungarn, 1867–1918)                | Serbien                         | Donauschwabe, Batschka, Vojvodina                                             | Verbandsfunktionär, Bundesvorsitzender der Landsmannschaft der Donauschwaben |                                     |  |
| Edda Buding                                    | 1936           | 2014             | Lovrin (deutsch Lowrin)                                                         | Königreich Rumänien                                  | Rumänien                        | Banater Schwabe                                                               | Tennisspielerin |                                     |  |
| Hans Burger                                    | 1940           |                  | Zădăreni (deutsch Saderlach)                                                    | Königreich Rumänien                                  | Rumänien                        | Banater Schwabe                                                               | Verbandsfunktionär, bildender Künstler |                                     |  |
| Oswald Burger                                  | 1949           |                  | Meersburg                                                                       | Deutschland (Bonner Republik)                        | Deutschland                     | Donauschwabe (außerhalb des Siedlungsgebietes geboren)                        | Historiker, Lehrer |                                     |  |
| Rudolf Bürger                                  | 1908           | 1980             | Temesvár (heute Timișoara, deutsch Temeswar)                                    | Ungarn (Königreich Ungarn, 1867–1918)                | Rumänien                        | Banater Schwabe                                                               | Fußballspieler, Fußballtrainer |                                     |  |
| Klara Burghardt                                | 1954           |                  | Komló (deutsch Kumlau)                                                          | Ungarn (Volksrepublik)                               | Ungarn                          | Donauschwäbin, Baranja, Komitat Baranya                                       | Dichterin | [ 18 ]                              |  |
| Izidor Cankar                                  | 1886           | 1958             | Šid                                                                             | Ungarn (Königreich Ungarn, 1867–1918)                | Serbien                         | Donauschwabe, Syrmien, Vojvodina                                              | Kunsthistoriker |                                     |  |
| Jan Cornelius                                  | 1950           |                  | Reșița (deutsch Reschitz)                                                       | Rumänien (Zeit des Kommunismus)                      | Rumänien                        | Banater Berglanddeutscher                                                     | Publizist |                                     |  |
| Stephan Cosacchi                               | 1903           | 1986             | Budapest                                                                        | Ungarn (Königreich Ungarn, 1867–1918)                | Ungarn                          | Donauschwabe, Komitat Budapest                                                | Sprachwissenschaftler, Musikwissenschaftler, Komponist |                                     |  |
| Gerhardt Csejka                                | 1945           | 2022             | Zăbrani (deutsch Guttenbrunn)                                                   | Rumänien (Königreich Rumänien)                       | Rumänien                        | Banater Schwabe                                                               | Essayist, Übersetzer |                                     |  |
| Ferenc Cserháti                                | 1947           | 2023             | Túrterebes (heute Turulung, deutsch Turterebesch)                               | Rumänien (Zeit des Kommunismus)                      | Rumänien                        | Sathmarer Schwabe                                                             | Weihbischof im Erzbistum Esztergom-Budapest |                                     |  |
| Géza von Cziffra                               | 1900           | 1989             | Arad                                                                            | Ungarn (Königreich Ungarn, 1867–1918)                | Rumänien                        | Banater Schwabe                                                               | Filmregisseur und Drehbuchautor |                                     |  |
| Hans Dama                                      | 1944           |                  | Sânnicolau Mare (deutsch Groß Sankt Nikolaus)                                   | Rumänien (Königreich Rumänien)                       | Rumänien                        | Banater Schwabe                                                               | Autor |                                     |  |
| Alexandru Dan                                  | 1907           | 2002             | Reschitza (heute Reșița, deutsch Reschitza)                                     | Rumänien (Königreich Rumänien)                       | Rumänien                        | Banater Schwabe                                                               | Turner |                                     |  |
| Marie Eugenie Delle Grazie                     | 1864           | 1931             | Weißkirchen (heute Bela Crkva, deutsch Weißkirchen)                             | Österreich (Kaisertum Österreich)                    | Serbien                         | Donauschwäbin, Banat, Vojvodina                                               | Dramatikerin, Dichterin |                                     |  |
| Peter Aoram Demeter                            | 1875           | 1939             | Újboksánbánya (heute Bocșa, deutsch Deutsch-Bogsan)                             | (Königreich Ungarn, 1867–1918)                       | Rumänien                        | Banater Schwabe                                                               | Buchbinder, Typograph und Verleger |                                     |  |
| Karl Diel                                      | 1855           | 1930             | Hatzfeld (heute Jimbolia)                                                       | Österreich (Kaisertum Österreich)                    | Rumänien (Königreich Rumänien)  | Banater Schwabe                                                               | Chirurg |                                     |  |
| Hans Diplich                                   | 1909           | 1990             | Nagykomlós (heute Comloșu Mare, deutsch Groß-Komlosch)                          | Ungarn (Königreich Ungarn, 1867–1918)                | Rumänien                        | Banater Schwabe                                                               | Dichter |                                     |  |
| László Disztl                                  | 1962           |                  | Baja (deutsch Frankenstadt)                                                     | Ungarn (Volksrepublik)                               | Ungarn                          | Donauschwabe, Batschka, Komitat Bács-Kiskun                                   | Fußballspieler |                                     |  |
| Péter Disztl                                   | 1960           |                  | Baja (deutsch Frankenstadt)                                                     | Ungarn (Volksrepublik)                               | Ungarn                          | Donauschwabe, Batschka, Komitat Bács-Kiskun                                   | Fußballspieler, eh. Torwart der ungarischen Nationalmannschaft |                                     |  |
| Otto Dittrich                                  | 1884           | 1927             | Nagykikinda (heute Kikina, deutsch Großkikinda)                                 | Ungarn (Königreich Ungarn, 1867–1918)                | Serbien                         | Donauschwabe, Banat, Vojvodina                                                | Pfarrer, Mitbegründer des Banater Deutschen Sängerbundes |                                     |  |
| Alfred von Domaszewski                         | 1856           | 1927             | Temesvár (heute Timișoara, deutsch Temeswar)                                    | Österreich (Kaisertum Österreich)                    | Rumänien                        | Banater Schwabe                                                               | Historiker |                                     |  |
| Robert Dornhelm                                | 1947           |                  | Timișoara (deutsch Temeswar)                                                    | Rumänien (Zeit des Kommunismus)                      | Rumänien                        | Banater Schwabe                                                               | Filmregisseur |                                     |  |
| David Dreyer                                   | ?              | ?                | Snoqualmie Falls, Washington                                                    | Vereinigte Staaten von Amerika                       | Vereinigte Staaten von Amerika  | Donauschwabe (außerhalb des Siedlungsgebietes geboren)                        | Autor, Chemiker |                                     |  |
| Helmuth Duckadam                               | 1959           |                  | Semlac (deutsch Semlak)                                                         | Rumänien (Zeit des Kommunismus)                      | Rumänien                        | Banater Schwabe                                                               | Fußballspieler, Sportfunktionär |                                     |  |
| Emilia Eberle                                  | 1964           |                  | Arad                                                                            | Rumänien (Zeit des Kommunismus)                      | Rumänien                        | Banater Schwäbin                                                              | Kunstturnerin |                                     |  |
| Anton Eberst                                   | 1920           | 2005             | Vršac (deutsch Werschetz)                                                       | Jugoslawien (Königreich Jugoslawien)                 | Serbien                         | Donauschwabe, Banat, Vojvodina                                                | Klarinettist, Hochschullehrer in Novi Sad |                                     |  |
| Marianne Ebner                                 | 1920           | 2007             | Giarmata                                                                        | Königreich Rumänien                                  | Rumänien                        | Banater Schwäbin                                                              | Heimat- und Mundartdichterin |                                     |  |
| Johann Eimann                                  | 1764           | 1847             | Duchroth                                                                        | Österreich (Heiliges Römisches Reich)                | Deutschland                     | Donauschwabe, Batschka, Vojvodina (außerhalb des Siedlungsgebietes geboren)   | Früher Kolonist in der Batschka |                                     |  |
| Franz Eisenhut                                 | 1857           | 1903             | Plankenburg (heute Bačka Palanka, deutsch Plankenburg)                          | Österreich (Kaisertum Österreich)                    | Serbien                         | Donauschwabe, Batschka, Vojvodina                                             | Maler |                                     |  |
| Aurel Eisenkolb                                | 1849           | 1918             | Lowrin (heute Lovrin, deutsch Lowrin)                                           | Österreich (Kaisertum Österreich)                    | Rumänien                        | Banater Schwabe                                                               | Komponist, Kirchenmusiker |                                     |  |
| Josef Eisenkolb                                | 1821           | 1899             | Lowrin (heute Lovrin, deutsch Lowrin)                                           | Österreich (Kaisertum Österreich)                    | Rumänien                        | Banater Schwabe                                                               | Komponist, Kirchenmusiker |                                     |  |
| Kaspar Eisenkolb                               | 1826           | 1913             | Lowrin (heute Lovrin, deutsch Lowrin)                                           | Österreich (Kaisertum Österreich)                    | Rumänien                        | Banater Schwabe                                                               | Komponist, Kirchenmusiker |                                     |  |
| Josef Elter                                    | 1926           | 1997             | Kljajićevo (deutsch Kernei)                                                     | Jugoslawien (Königreich Jugoslawien)                 | Serbien                         | Donauschwabe, Batschka, Vojvodina                                             | Bildhauer, Grafiker, Priester | [ 25 ]                              |  |
| Walter Engel                                   | 1942           |                  | Sânmihaiu German (deutsch Deutsch-Sankt Michael)                                | Rumänien (Königreich Rumänien)                       | Rumänien                        | Banater Schwabe                                                               | Germanist |                                     |  |
| Manfred Engelmann                              | 1956           | 2023             | Periam (deutsch Perjamosch)                                                     | Rumänien (Zeit des Kommunismus)                      | Rumänien                        | Banater Schwabe                                                               | Bundeskulturreferent der Landsmannschaft der Banater Schwaben |                                     |  |
| Nikolaus Engelmann                             | 1908           | 2005             | Varjas (heute Variaș, deutsch Warjasch)                                         | Ungarn (Königreich Ungarn, 1867–1918)                | Rumänien                        | Banater Schwabe                                                               | Delegierter der Donauschwäbischen Arbeitsgemeinschaft, Chefredakteur des „Neulands“ | [ 27 ]                              |  |
| Uwe Erwin Engelmann                            | 1951           | 2024             | Uihei (deutsch Neusiedel auf der Heide)                                         | Rumänien (Zeit des Kommunismus)                      | Rumänien                        | Banater Schwabe                                                               | Dichter, Übersetzer |                                     |  |
| Ferenc Erkel                                   | 1810           | 1893             | Deutsch-Jula (heute Gyula, deutsch Deutsch-Jula)                                | Österreich (Kaisertum Österreich)                    | Ungarn                          | Donauschwabe, Komitat Békés                                                   | Komponist, Gründer der ungarischen Nationaloper |                                     |  |
| Ferdinand Eßlair                               | 1772           | 1840             | Esseg (heute Osijek, deutsch Esseg)                                             | Österreich (Heiliges Römisches Reich)                | Kroatien                        | Donauschwabe, Baranja, Slawonien                                              | Schauspieler |                                     |  |
| Hans Fackelmann                                | 1933           | 1979             | Macea (deutsch Matscha)                                                         | Rumänien (Königreich Rumänien)                       | Rumänien                        | Banater Schwabe                                                               | Architekt |                                     |  |
| Adalbert von Falkenstein                       | 1671           | 1739             | Freiburg im Breisgau                                                            | Österreich (Heiliges Römisches Reich)                | Deutschland                     | Banater Schwabe (außerhalb des Siedlungsgebietes geboren)                     | Bischof der Diözese Csanád |                                     |  |
| Hans-Johann Färber                             | 1947           |                  | Schljiwoßewci                                                                   | Jugoslawien (Zeit des Kommunismus)                   | Kroatien                        | Donauschwabe, Baranja                                                         | Ruderer |                                     |  |
| Horst Fassel                                   | 1942           | 2017             | Timișoara (deutsch Temeswar)                                                    | Rumänien (Königreich Rumänien)                       | Rumänien                        | Banater Schwabe                                                               | Journalist | [ 28 ]                              |  |
| Georg Fath                                     | 1910           | 1999             | Erdősmárok (deutsch Bischofsmarok)                                              | Ungarn (Königreich Ungarn, 1867–1918)                | Ungarn                          | Donauschwabe, Baranja, Komitat Pécs                                           | Autor | [ 31 ]                              |  |
| Johann Faul                                    | 1885           | 1945             | Zsámbék (deutsch Schambeck)                                                     | Ungarn (Königreich Ungarn, 1867–1918)                | Ungarn                          | Donauschwabe, Komitat Budapest                                                | Journalist |                                     |  |
| Irene Feichter                                 | 1920           | 1995             | Periam (deutsch Perjamosch)                                                     | Rumänien (Königreich Rumänien)                       | Rumänien                        | Banater Schwäbin                                                              | Malerin |                                     |  |
| Oskar Feldtänzer                               | 1922           | 2009             | Inđija (deutsch India)                                                          | Jugoslawien (Königreich Jugoslawien)                 | Serbien                         | Donauschwabe, Syrmien, Vojvodina                                              | Historiker |                                     |  |
| Ferenc Feketehalmy-Czeydner                    | 1890           | 1946             | Piskitelep (heute Simeria, deutsch Fischdorf, Pischk)                           | Ungarn (Königreich Ungarn, 1867–1918)                | Rumänien                        | Donauschwabe, Komitat Hunyad                                                  | Offizier in der k.u.k. Armee und in der Königlich-Ungarischen Armee |                                     |  |
| Gottfried Feldinger (Földényi Frigyes)         | 1819           | 1903             | Temeswar (heute Timișoara, deutsch Temeswar)                                    | Österreich (Kaisertum Österreich)                    | Rumänien                        | Banater Schwabe                                                               | Philosoph, Rechtsanwalt |                                     |  |
| Franz Ferch                                    | 1900           | 1981             | Rezsőháza (heute Knićanin, deutsch Rudolfsgnad)                                 | Ungarn (Königreich Ungarn, 1867–1918)                | Serbien                         | Donauschwabe, Banat, Vojvodina                                                | Maler, Grafiker |                                     |  |
| Josef Ferch                                    | 1840           | 1902             | Bogarosch (heute Bulgăruș, deutsch Bogarosch )                                  | Österreich (Kaisertum Österreich)                    | Rumänien                        | Banater Schwabe                                                               | Komponist, Kirchenmusiker |                                     |  |
| Wilhelm Ferch                                  | 1881           | 1922             | Bogáros (heute Bulgăruș, deutsch Bogarosch )                                    | Österreich (Kaisertum Österreich)                    | Rumänien                        | Banater Schwabe                                                               | Komponist, Kirchenmusiker |                                     |  |
| Otto Fetser                                    | 1980           |                  | Satu Mare (deutsch Sathmar)                                                     | Rumänien (Zeit des Kommunismus)                      | Rumänien                        | Sathmarer Schwabe                                                             | Handballtrainer und Handballspieler |                                     |  |
| Wilma Filip                                    | 1927           |                  | Banatsko Veliko Selo (deutsch Soltur)                                           | Jugoslawien (Königreich Jugoslawien)                 | Serbien                         | Donauschwäbin, Banat, Vojvodina                                               | Autorin |                                     |  |
| Hans Fink                                      | 1942           |                  | Timișoara (deutsch Temeswar)                                                    | Rumänien (Königreich Rumänien)                       | Rumänien                        | Banater Schwabe                                                               | Journalist, Publizist |                                     |  |
| Joschka Fischer                                | 1948           |                  | Gerabronn                                                                       | Deutschland (Bonner Republik)                        | Deutschland                     | Donauschwabe (außerhalb des Siedlungsgebietes geboren)                        | Politiker (Bündnis 90/Die Grünen, Bundesminister des Auswärtigen, Vize-Bundeskanzlers, Präsident des Rats der Europäischen Union)                                                            |                                     |  |
| Ludwig Fischer                                 | 1929           | 2012             | Karanac (deutsch Karantsch)                                                     | Jugoslawien (Königreich Jugoslawien)                 | Kroatien                        | Donauschwabe, Baranja                                                         | Autor |                                     |  |
| Ludwig Vinzenz Fischer                         | 1845           | 1890             | Reschitza (heute Reșița, deutsch Reschitza)                                     | Österreich (Kaisertum Österreich)                    | Rumänien                        | Banater Berglanddeutscher                                                     | Autor, Übersetzer |                                     |  |
| Alexander Fölker                               | 1956           |                  | Orșova (deutsch Orschowa)                                                       | Rumänien (Zeit des Kommunismus)                      | Rumänien                        | Banater Schwabe                                                               | Handballspieler |                                     |  |
| Helmuth Frauendorfer                           | 1959           | 2024             | Voiteg (deutsch Wojteg)                                                         | Rumänien (Zeit des Kommunismus)                      | Rumänien                        | Banater Schwabe                                                               | Dichter, Journalist |                                     |  |
| Heinrich Freihoffer                            | 1921           | 1998             | Șemlacu Mic (deutsch Klein-Schemlak)                                            | Rumänien (Königreich Rumänien)                       | Rumänien                        | Banater Schwabe                                                               | Autor |                                     |  |
| Hans Freistadt                                 | 1945           | 2019             | Vinkovci (deutsch Winkowitz)                                                    | Jugoslawien (Königreich Jugoslawien)                 | Kroatien                        | Donauschwabe, Slawonien                                                       | Boxer |                                     |  |
| Hans Frick                                     | 1938           | 2013             | Biled (deutsch Billed)                                                          | Rumänien (Königreich Rumänien)                       | Rumänien                        | Banater Schwabe                                                               | Redakteur der Zeitung Neuer Weg, Chefredakteur der Zeitung Globus | , rechts im Bild                    |  |
| Werner Fricker                                 | 1936           | 2001             | Banatski Karlovac (deutsch Karlsdorf)                                           | Jugoslawien (Königreich Jugoslawien)                 | Serbien                         | Donauschwabe, Banat, Vojvodina                                                | Fußballspieler |                                     |  |
| Iván Frigyér (Johannes)                        | 1898           | 1987             | Kaprióra (heute Căprioara, deutsch Geissruck)                                   | Ungarn (Königreich Ungarn, 1867–1918)                | Rumänien                        | Banater Schwabe                                                               | Ordinarius substitutus im Bistum Timișoara |                                     |  |
| Stefan Fröhlich                                | 1889           | 1978             | Orsova (heute Orșova, deutsch Orschowa )                                        | Ungarn (Königreich Ungarn, 1867–1918)                | Rumänien                        | Banater Schwabe                                                               | zunächst österreichischer und deutscher Offizier, zuletzt General der Flieger der Luftwaffe                                                                                                  |                                     |  |
| Franz Frombach                                 | 1929           | 1999             | Giarmata (deutsch Jahrmarkt)                                                    | Rumänien (Königreich Rumänien)                       | Rumänien                        | Banater Schwabe                                                               | Mundartautor | ,                                   |  |
| Hedwig Funkenhauser                            | 1969           |                  | Satu Mare (deutsch Sathmar)                                                     | Rumänien (Zeit des Kommunismus)                      | Rumänien                        | Sathmarer Schwabe                                                             | Florettfechterin |                                     |  |
| Zita Funkenhauser                              | 1966           |                  | Satu Mare (deutsch Sathmar)                                                     | Rumänien (Zeit des Kommunismus)                      | Rumänien                        | Sathmarer Schwäbin                                                            | Florettfechterin | [ 38 ]                              |  |
| Karl Fürst                                     | 1906           | 1983             | Árpatarló (heute Ruma, deutsch Ruma)                                            | Ungarn (Königreich Ungarn, 1867–1918)                | Serbien                         | Donauschwabe, Syrmien, Vojvodina                                              | Maler |                                     |  |
| Ludwig Kayser von Gáad                         | 1862           | 1945             | Busiasch (heute Buziaș, deutsch Busiasch)                                       | Österreich (Kaisertum Österreich)                    | Rumänien                        | Banater Schwabe                                                               | Dompropst der Timișoara Diözese, Kaplan von Großsanktnikolaus, Domherr |                                     |  |
| Josef Gabriel                                  | 1880           | 1959             | Merczyfalva (heute Carani, deutsch Mercydorf)                                   | Ungarn (Königreich Ungarn, 1867–1918)                | Rumänien                        | Banater Schwabe                                                               | Politiker (UDVP, DSVP), ehemaliger Abgeordneter der rumänischen Abgeordnetenkammer |                                     |  |
| Josef Gabriel der Ältere                       | 1853           | 1927             | Mercydorf (heute Carani, deutsch Mercydorf)                                     | Österreich (Kaisertum Österreich)                    | Rumänien                        | Banater Schwabe                                                               | Dichter |                                     |  |
| Josef Gabriel der Jüngere                      | 1907           | 1957             | Merczyfalva (heute Carani, deutsch Mercydorf)                                   | Ungarn (Königreich Ungarn, 1867–1918)                | Rumänien                        | Banater Schwabe                                                               | Dichter |                                     |  |
| Ovidiu Ganț                                    | 1966           |                  | Deta (deutsch Detta)                                                            | Rumänien (Zeit des Kommunismus)                      | Rumänien                        | Banater Schwabe                                                               | Politiker des Demokratischen Forums der Deutschen in Rumänien, Schulleiter |                                     |  |
| Zoltán Gárdonyi                                | 1906           | 1986             | Budapest                                                                        | Ungarn (Königreich Ungarn, 1867–1918)                | Ungarn                          | Donauschwabe, Komitat Budapest                                                | Komponist, Musikwissenschaftler | [ 40 ]                              |  |
| Zsolt Gárdonyi                                 | 1946           |                  | Budapest                                                                        | Ungarn (Republik)                                    | Ungarn                          | Donauschwabe, Komitat Budapest                                                | Komponist, Organist | [ 41 ]                              |  |
| Magdalena Gärtner                              | 1932           |                  | Dužine (deutsch Setschanfeld)                                                   | Jugoslawien (Königreich Jugoslawien)                 | Serbien                         | Donauschwäbin, Banat, Vojvodina                                               | Autorin |                                     |  |
| Barbara Gaug                                   |                |                  | Șagul (deutsch Segenthau)                                                       |                                                      | Rumänien                        | Banater Schwäbin                                                              | Vorsitzende des Landesverbandes NRW der Landsmannschaft der Banater Schwaben | , links im Bild                     |  |
| Karl-Markus Gauß                               | 1954           |                  | Salzburg                                                                        | Österreich                                           | Österreich                      | Donauschwabe (außerhalb des Siedlungsgebietes geboren)                        | Essayist, Kritiker, Herausgeber Literatur und Kritik |                                     |  |
| Adalbert Karl Gauss                            | 1912           | 1982             | Bácspalánka (heute Bačka Palanka, deutsch Plankenburg)                          | Ungarn (Königreich Ungarn, 1867–1918)                | Serbien                         | Donauschwabe, Batschka, Vojvodina                                             | Volkskundler, Verleger, Journalist, Lehrer |                                     |  |
| Giuseppe Gebler                                | 1812           | um 1879          | Temeswar (heute Timișoara, deutsch Temeswar)                                    | Österreich (Kaisertum Österreich)                    | Rumänien                        | Banater Schwabe                                                               | Komponist und Soldat |                                     |  |
| Hans Gehl                                      | 1939           | 2022             | Vladimirescu (deutsch Glogowatz)                                                | Rumänien (Königreich Rumänien)                       | Rumänien                        | Banater Schwabe                                                               | Germanist, Sprachforscher |                                     |  |
| Luzian Geier                                   | 1948           |                  | Giarmata (deutsch Jahrmarkt)                                                    | Rumänien (Zeit des Kommunismus)                      | Rumänien                        | Banater Schwabe                                                               | Journalist, Publizist |                                     |  |
| Árpád Gerecs                                   | 1903           | 1982             | Zsámbék (deutsch Schambeck)                                                     | Ungarn (Königreich Ungarn, 1867–1918)                | Ungarn                          | Donauschwabe, Komitat Budapest                                                | Chemiker |                                     |  |
| Carl Gibson                                    | 1959           |                  | Timișoara (deutsch Temeswar)                                                    | Rumänien (Zeit des Kommunismus)                      | Rumänien                        | Banater Schwabe                                                               | Autor, Bürgerrechtler |                                     |  |
| Wladimir Giesl von Gieslingen                  | 1860           | 1936             | Fünfkirchen (heute Pécs, deutsch Fünfkirchen)                                   | Österreich (Kaisertum Österreich)                    | Ungarn                          | Donauschwabe, Baranja, Komitat Pécs                                           | General, Diplomat |                                     |  |
| Matthias Giljum                                | 1902           | 1980             | Elemér (heute Elemir, deutsch Elemer)                                           | Ungarn (Königreich Ungarn, 1867–1918)                | Serbien                         | Donauschwabe, Banat, Vojvodina                                                | Bundessekretär des Schwäbisch-Deutschen Kulturbundes, Vorsitzender der Landsmannschaft der Donauschwaben in Oberösterreich, Chefredakteur der Brasil-Post                                    |                                     |  |
| Franz Gillich                                  | 1920           | 1995             | Periam (deutsch Perjamosch)                                                     | Rumänien (Königreich Rumänien)                       | Rumänien                        | Banater Schwabe                                                               | Maler, Grafiker |                                     |  |
| Ingo Glass                                     | 1941           | 2022             | Timișoara (deutsch Temeswar)                                                    | Rumänien (Königreich Rumänien)                       | Rumänien                        | Banater Schwabe                                                               | Bildhauer |                                     |  |
| Julius Glattfelder                             | 1874           | 1943             | Budapest                                                                        | Ungarn (Königreich Ungarn, 1867–1918)                | Ungarn                          | Donauschwabe, Komitat Budapest                                                | Bischof, Priestererzieher, Schriftsteller und Kirchenpolitiker |                                     |  |
| Stefan Gnandt                                  | 1952           |                  | Foien (deutsch Fienen)                                                          | Rumänien (Zeit des Kommunismus)                      | Rumänien                        | Sathmarer Schwabe                                                             | Maler |                                     |  |
| Josef Goigner                                  | 1837           | 1887             | Tirol                                                                           | Österreich (Kaisertum Österreich)                    | Rumänien                        | Banater Schwabe                                                               | Kirchenmaler |                                     |  |
| Maria Goodsell                                 | 1938           |                  | Vršac (deutsch Werschetz)                                                       | Jugoslawien (Königreich Jugoslawien)                 | Serbien                         | Donauschwäbin, Banat, Vojvodina                                               | Autorin |                                     |  |
| Georg Grassl                                   | 1865           | 1948             | Pantschowa (heute Pančevo, deutsch Pantschowa)                                  | Österreich (Kaisertum Österreich)                    | Serbien                         | Donauschwabe, Banat, Vojvodina                                                | Verbandsfunktionär, Bundessekretär im von ihm mitgegründeten Schwäbisch-Deutschen Kulturbund, Volkstumspolitiker, Chefredakteur und Schulpädagoge                                            |                                     |  |
| Gusztáv Gratz                                  | 1875           | 1946             | Gölnicbánya (heute Gelnica, deutsch Göllnitz)                                   | Königreich Ungarn, 1867–1918                         | Slowakei                        | Donauschwabe, Komitat Zips                                                    | Außenminister (Ungarn) |                                     |  |
| Martha Grill                                   | 1912           | ?                | Újsóvé (heute Ravno Selo, deutsch Neuschowe)                                    | Ungarn (Königreich Ungarn, 1867–1918)                | Serbien                         | Donauschwäbin, Batschka, Vojvodina                                            | Autorin |                                     |  |
| Balduin Groller                                | 1848           | 1916             | Arad                                                                            | Österreich (Kaisertum Österreich)                    | Rumänien                        | Banater Schwabe                                                               | Sportfunktionär, Journalist |                                     |  |
| Bettina Gros                                   | ?              | ?                |                                                                                 | Rumänien (Zeit des Kommunismus)                      | Rumänien                        | Banater Schwäbin                                                              | Dichterin |                                     |  |
| Peter Grosz                                    | 1947           | 2024             | Giarmata (deutsch Jahrmarkt)                                                    | Rumänien (Königreich Rumänien)                       | Rumänien                        | Banater Schwabe                                                               | Autor |                                     |  |
| Wendelin Gruber                                | 1914           | 2002             | Szentfülöp (heute Bački Gračac, deutsch Filipowa, Filipsdorf)                   | Ungarn (Königreich Ungarn, 1867–1918)                | Serbien                         | Donauschwabe, Batschka, Vojvodina                                             | Pater, Seelsorger |                                     |  |
| Johann Gungl                                   | 1818           | 1883             | Schambek (heute Zsámbék, deutsch Schambeck)                                     | Österreich (Kaisertum Österreich)                    | Ungarn                          | Donauschwabe, Komitat Budapest                                                | Komponist von Kirchen- und Tanzmusik, Dirigent, Violinist |                                     |  |
| Josef Gung’l                                   | 1809           | 1889             | Schambek (heute Zsámbék, deutsch Schambeck)                                     | Österreich (Kaisertum Österreich)                    | Ungarn                          | Donauschwabe, Komitat Pest-Pilis-Solt                                         | Komponist, Kirchenmusiker, Kapellmeister, Oboist |                                     |  |
| Michael Haas                                   | 1810           | 1866             | Pinkafeld                                                                       | Österreich (Kaisertum Österreich)                    | Österreich                      | Sathmarer Schwabe (außerhalb des Siedlungsgebietes geboren)                   | Bischof des Bistums Satu Mare 1858–1866 |                                     |  |
| Gottfried Habenicht                            | 1934           |                  | Timișoara (deutsch Temeswar)                                                    | Rumänien (Königreich Rumänien)                       | Rumänien                        | Banater Schwabe                                                               | Musikethnologe, Musikwissenschaftler |                                     |  |
| Emil Haeffner                                  | 1892           | 1953             | Budapest                                                                        | Ungarn (Königreich Ungarn, 1867–1918)                | Ungarn                          | Donauschwabe, Komitat Budapest                                                | Ägyptologe |                                     |  |
| Hans Hagel                                     | 1888           | 1942             | Banatski Karlovac (deutsch Karlsdorf)                                           | Ungarn (Königreich Ungarn, 1867–1918)                | Serbien                         | Donauschwabe, Banat, Vojvodina                                                | Mundartforscher, Volkskundler, Chefredakteur und Publizist |                                     |  |
| Jakob Hainz                                    | 1775           | 1839             | Arad                                                                            | Österreich (Heiliges Römisches Reich)                | Rumänien                        | Banater Schwabe                                                               | Architekt, Baumeister |                                     |  |
| Caspar Halbleib                                | 1798           | 1850?            | Kis Dorogh                                                                      | Österreich (Heiliges Römisches Reich)                | Ungarn                          | Donauschwabe                                                                  | Komponist, Kirchenmusiker |                                     |  |
| Georg Haller                                   | 1883           | 1934             | Mezőterem (heute Tiream, deutsch Terem)                                         | Ungarn (Königreich Ungarn, 1867–1918)                | Rumänien                        | Sathmarer Schwabe                                                             | Aquarellist, Grafiker, Landschaftsmaler |                                     |  |
| Nikolaus Halsdorfer                            | 1911           | 1988             | Királykegye (heute Tirol, deutsch Tirol)                                        | Ungarn (Königreich Ungarn, 1867–1918)                | Rumänien                        | Banater Berglanddeutscher                                                     | Maler, Grafiker, Pädagoge |                                     |  |
| Josef Haltmayer                                | 1913           | 1991             | Hódság (heute Odžaci, deutsch Hodschag)                                         | Ungarn (Königreich Ungarn, 1867–1918)                | Serbien                         | Donauschwabe, Batschka, Vojvodina                                             | Titularbischof |                                     |  |
| Gustav Halwax                                  | 1910           | 1941             | Istvánvölgy (heute Hajdučica, deutsch Heideschüte)                              | Ungarn (Königreich Ungarn, 1867–1918)                | Serbien                         | Donauschwabe, Banat, Vojvodina                                                | Herausgeber, SS-Untersturmführer |                                     |  |
| Heinrich Hambuch                               | 1971           |                  | Budapest                                                                        | Ungarn (Volksrepublik)                               | Ungarn                          | Donauschwabe, Komitat Budapest                                                | Politiker, Unternehmer |                                     |  |
| Vendel Hambuch                                 | 1940           | 2012             | Mucsi (deutsch Mutsching)                                                       | Ungarn (Königreich Ungarn, 1919–1946)                | Ungarn                          | Donauschwabe, Komitat Budapest                                                | Autor |                                     |  |
| Franz Hamm                                     | 1900           | 1988             | Verbász (heute Vrbas, deutsch Werbass)                                          | Ungarn (Königreich Ungarn, 1867–1918)                | Serbien                         | Donauschwabe, Batschka, Vojvodina                                             | Angehöriger der Parlamente im Königreich Jugoslawien und Königreich Ungarn sowie Verbandsfunktionär verschiedener Organisationen ebendort und in Deutschland                                 |                                     |  |
| Robert Hammerstiel                             | 1933           | 2020             | Vršac (deutsch Werschetz)                                                       | Jugoslawien (Königreich Jugoslawien)                 | Serbien                         | Donauschwabe, Banat, Vojvodina                                                | Maler, Grafiker, Holzschneider |                                     |  |
| Aegidius Haupt                                 | 1861           | 1930             | Bogarosch (heute Bulgăruș)                                                      | Österreich (Kaisertum Österreich)                    | Rumänien                        | Banater Schwabe                                                               | Mundartdichter, Veterinär |                                     |  |
| Ferdinand Hauptmann                            | 1913           | 1989             | Resicabánya (heute Reșița, deutsch Reschitz)                                    | Ungarn (Königreich Ungarn, 1867–1918)                | Rumänien                        | Banater Berglanddeutscher                                                     | Ordinarius substitutus des Bistums Timișoara |                                     |  |
| Arnold Hauser                                  | 1892           | 1978             | Temesvár (heute Timișoara, deutsch Temeswar)                                    | Ungarn (Königreich Ungarn, 1867–1918)                | Rumänien                        | Banater Schwabe                                                               | Kunsthistoriker, Kunstsoziologe |                                     |  |
| Hedi Hauser                                    | 1931           | 2020             | Timișoara (deutsch Temeswar)                                                    | Rumänien (Königreich Rumänien)                       | Rumänien                        | Banater Schwäbin                                                              | Autorin von Kinderbüchern |                                     |  |
| Otto Hauser                                    | 1876           | 1944             | Križevci (deutsch Kreuz)                                                        | Ungarn (Königreich Ungarn, 1867–1918)                | Kroatien                        | Donauschwabe, Gespanschaft Koprivnica-Križevci                                | Autor, Übersetzer |                                     |  |
| Josef Havel                                    | 1910           | 1947             | Stájerlakanina (heute Anina, deutsch Steierdorf-Anina)                          | Ungarn (Königreich Ungarn, 1867–1918)                | Rumänien                        | Banater Berglanddeutscher                                                     | Pionier des Segelflugs |                                     |  |
| Julius Hay                                     | 1900           | 1975             | Abony (deutsch Wabing)                                                          | Ungarn (Königreich Ungarn, 1867–1918)                | Ungarn                          | Donauschwabe, Komitat Pest                                                    | Kommunistischer Dramatiker |                                     |  |
| Reinhold Heegn                                 | 1875           | 1925             | Versec (heute Vršac, deutsch Werschetz)                                         | Ungarn (Königreich Ungarn, 1867–1918)                | Serbien                         | Donauschwabe, Banat, Vojvodina                                                | Volkstumspolitiker |                                     |  |
| Karl Heger                                     | 1906           | 1996             | Eszék (heute Osijek, deutsch Esseg)                                             | Ungarn (Königreich Ungarn, 1867–1918)                | Kroatien                        | Donauschwabe, Slawonien                                                       | Kommandant des Konzentrationslagers Loborgrad |                                     |  |
| Waldemar Heger                                 | 1919           | 2007             | Osijek (deutsch Esseg)                                                          | Jugoslawien (Königreich Jugoslawien)                 | Kroatien                        | Donauschwabe, Slawonien                                                       | stellvertretender Kommandant des Konzentrationslagers Loborgrad |                                     |  |
| Wilhelm Heger                                  | 1904           | ?                | Vinkovce (heute Vinkovci, deutsch Winkowitz)                                    | Ungarn (Königreich Ungarn, 1867–1918)                | Kroatien                        | Donauschwabe, Slawonien                                                       | Haarwasserfabrikant |                                     |  |
| Ilse Hehn                                      | 1943           |                  | Lovrin (deutsch Lowrin)                                                         | Rumänien (Königreich Rumänien)                       | Rumänien                        | Banater Schwäbin                                                              | Autorin, Bildende Künstlerin |                                     |  |
| Ferdinand Christoph Heim                       | 1932           |                  | Chișoda (deutsch Alt-Kischoda)                                                  | Rumänien (Königreich Rumänien)                       | Rumänien                        | Banater Schwabe                                                               | Karikaturist, Maler und Mundartautor |                                     |  |
| Matthias Joseph Heimerl                        | 1732           | 1784             | Wien                                                                            | Österreich (Heiliges Römisches Reich)                | Österreich                      | Banater Schwabe (außerhalb des Siedlungsgebietes geboren)                     | Buchdrucker, Verleger, Buchhändler und Zeitungsherausgeber |                                     |  |
| Peter Heinrich                                 | 1890           | 1944             | Zsombolya (heute Jimbolia, deutsch Hatzfeld)                                    | Ungarn (Königreich Ungarn, 1867–1918)                | Rumänien                        | Donauschwabe, Banat, Vojvodina                                                | Abgeordneter in den Parlamenten des Königreichs der Serben, Kroaten und Slowenen und des Königreichs Rumänien                                                                                |                                     |  |
| Franz Heinz                                    | 1929           |                  | Periam (deutsch Perjamosch)                                                     | Rumänien (Königreich Rumänien)                       | Rumänien                        | Banater Schwabe                                                               | Journalist |                                     |  |
| Sepp Helfrich                                  | 1900           | 1963             | Lugos (heute Lugoj, deutsch Lugosch)                                            | Ungarn (Königreich Ungarn, 1867–1918)                | Rumänien                        | Banater Schwabe                                                               | Nationalsozialist, kurzfristig Landeshauptmann der Steiermark |                                     |  |
| Stefan Hell                                    | 1962           |                  | Arad                                                                            | Rumänien (Zeit des Kommunismus)                      | Rumänien                        | Banater Schwabe                                                               | Physiker, Nobelpreis für Chemie |                                     |  |
| Wenzel Josef Heller                            | 1849           | 1914             | Dobromerice bei Buřenice in Böhmen                                              | Österreich (Kaisertum Österreich)                    | Tschechien                      | Banater Schwabe                                                               | Komponist, Kirchenmusiker |                                     |  |
| Johann Jakob von Hennemann                     | 1744           | 1792             | Werschetz (heute Vršac, deutsch Werschetz)                                      | Österreich (Heiliges Römisches Reich)                | Serbien                         | Donauschwabe, Banat, Vojvodina                                                | Banater Volksheld |                                     |  |
| Samuel Hentzel                                 | 1840           | 1920             | Neuwerbass (heute Vrbas, deutsch Werbass)                                       | Österreich (Kaisertum Österreich)                    | Serbien                         | Donauschwabe, Batschka, Vojvodina                                             | Autor |                                     |  |
| Ferenc Herczeg                                 | 1863           | 1954             | Versec (heute Vršac, deutsch Werschetz)                                         | Österreich (Kaisertum Österreich)                    | Serbien                         | Donauschwabe, Banat, Vojvodina                                                | Dramatiker, Journalist, Parlamentarier |                                     |  |
| Yvonne Hergane                                 | 1968           |                  | Reșița (deutsch Reschitza)                                                      | Rumänien (Zeit des Kommunismus)                      | Rumänien                        | Banater Berglanddeutsche                                                      | Autorin, Übersetzerin und Lektorin |                                     |  |
| Anton Leopold Herrmann                         | 1819           | 1897             | Neu-Arad (heute Aradul Nou, deutsch Neu-Arad)                                   | Österreich (Kaisertum Österreich)                    | Rumänien                        | Banater Schwabe                                                               | Komponist, Organist, Kantor |                                     |  |
| Franz Herzog                                   | 1952           |                  | Kljajićevo (deutsch Kernei)                                                     | Jugoslawien (Zeit des Kommunismus)                   | Serbien                         | Donauschwabe, Batschka, Vojvodina                                             | Vertriebenenseelsorger |                                     |  |
| Peter Herzog                                   | um 1890        | 1960             |                                                                                 | Ungarn (Königreich Ungarn, 1867–1918)                | Rumänien                        | Banater Schwabe                                                               | Komponist, Kapellmeister |                                     |  |
| Johann Heuffel                                 | 1800           | 1857             | Modra (deutsch Modern)                                                          | Österreich (Heiliges Römisches Reich)                | Slowakei                        | Banater Schwabe                                                               | Mediziner, Botaniker |                                     |  |
| Nándor Hidegkuti (Nandor Kaltenbrunner)        | 1922           | 2002             | Budapest                                                                        | Ungarn (Königreich Ungarn, 1919–1946)                | Ungarn                          | Donauschwabe, Komitat Budapest                                                | Fußballspieler, Fußballtrainer |                                     |  |
| Jakob Hillier                                  | 1848           | 1918             | Lowrin (heute Lovrin, deutsch Lowrin)                                           | Österreich (Kaisertum Österreich)                    | Rumänien                        | Banater Schwabe                                                               | Komponist, Kantorlehrer |                                     |  |
| Philipp Hilkene                                | 1875           | 1939             | Verbász (heute Vrbas, deutsch Werbass)                                          | Ungarn (Königreich Ungarn, 1867–1918)                | Serbien                         | Donauschwabe, Batschka, Vojvodina                                             | Literaturwissenschaftler |                                     |  |
| Hans Wolfram Hockl                             | 1912           | 1998             | Csatád (heute Lenauheim, deutsch Lenauheim, Tschadat)                           | Ungarn (Königreich Ungarn, 1867–1918)                | Rumänien                        | Banater Schwabe                                                               | Mundartautor |                                     |  |
| Nikolaus Hans Hockl                            | 1908           | 1946             | Csatád (heute Lenauheim, deutsch Lenauheim, Tschadat)                           | Ungarn (Königreich Ungarn, 1867–1918)                | Rumänien                        | Banater Schwabe                                                               | Philologe |                                     |  |
| Edmund Höfer                                   | 1933           | 2014             | Lugoj (deutsch Lugosch)                                                         | Rumänien (Königreich Rumänien)                       | Rumänien                        | Banater Schwabe                                                               | Fotograf |                                     |  |
| Matthias Hoffmann                              | 1891           | 1957             | Gyertyámos (heute Cărpiniș, deutsch Gertianosch)                                | Ungarn (Königreich Ungarn, 1867–1918)                | Rumänien                        | Banater Schwabe                                                               | „Gauwalter für Volksgesundheit“ im Banat, Vorsitzender der Landsmannschaft der Banater Schwaben (1949–1953)                                                                                  |                                     |  |
| Karl Hofmann                                   | 1839           | 1891             | Ruskberg (heute Rusca Montană, deutsch Ruskberg)                                | Österreich (Kaisertum Österreich)                    | Rumänien                        | Banater Schwabe                                                               | Geologe |                                     |  |
| Andrea Hohl                                    | 1975           |                  | Foien (deutsch Fienen)                                                          | Rumänien (Zeit des Kommunismus)                      | Rumänien                        | Sathmarer Schwabe                                                             | Basketballspielerin. |                                     |  |
| Ioan Holender                                  | 1935           |                  | Timișoara (deutsch Temeswar)                                                    | Rumänien (Königreich Rumänien)                       | Rumänien                        | Banater Schwabe                                                               | Sänger, Operndirektor |                                     |  |
| Anton Hollich                                  | 1960           |                  | Vladimirescu (deutsch Glogowatz)                                                | Rumänien (Zeit des Kommunismus)                      | Rumänien                        | Banater Schwabe                                                               | Orchestermusiker, Arrangeur und Musikpädagoge |                                     |  |
| Rudolf Hollinger                               | 1910           | 1997             | Temesvár (heute Timișoara, deutsch Temeswar)                                    | Ungarn (Königreich Ungarn, 1867–1918)                | Rumänien                        | Banater Schwabe                                                               | Dichter, Dramatiker |                                     |  |
| Michael Holzinger                              | 1920           | 1996             | Comloșu Mic (deutsch Kleinkomlosch)                                             | Rumänien (Königreich Rumänien)                       | Rumänien                        | Banater Schwabe                                                               | Schriftsteller in Banater Mundart |                                     |  |
| Franz Seraphin Hölzl                           | 1808           | 1884             | Malaczka (heute Malacky, deutsch Malatzka)                                      | Österreich (Kaisertum Österreich)                    | Slowakei                        | Donauschwabe, Komitat Pécs                                                    | Komponist, Kirchenmusiker |                                     |  |
| Maria Horwath-Tenz                             | 1932           | 2007             | Bela Crkva (deutsch Weißkirchen)                                                | Jugoslawien (Königreich Jugoslawien)                 | Serbien                         | Donauschwäbin, Banat, Vojvodina                                               | Autorin |                                     |  |
| Karl Huber                                     | 1828           | 1885             | Warjasch (heute Variaș, deutsch Warjasch)                                       | Österreich (Kaisertum Österreich)                    | Rumänien                        | Banater Schwabe                                                               | Komponist, Kapellmeister |                                     |  |
| Mathias Hubert                                 | 1892           | 1964             | Nagyzsám (heute Jamu Mare, deutsch Großscham, Freudenthal)                      | Ungarn (Königreich Ungarn, 1867–1918)                | Rumänien                        | Banater Schwabe                                                               | Architekt, Pädagoge |                                     |  |
| Kaspar Hügel                                   | 1906           | nach 1994        | Lovrin (deutsch Lowrin)                                                         | Ungarn (Königreich Ungarn, 1867–1918)                | Rumänien                        | Banater Schwabe                                                               | Volkstumspolitiker, Pädagoge |                                     |  |
| Adolf Humborg                                  | 1847           | 1921             | Oravicabánya (heute Oravița, deutsch Orawitz)                                   | Österreich (Kaisertum Österreich)                    | Rumänien                        | Banater Schwabe                                                               | Genremaler |                                     |  |
| Nikolaus Hummel                                | 1924           | 2006             | Biled (deutsch Billed)                                                          | Rumänien (Königreich Rumänien)                       | Rumänien                        | Banater Schwabe                                                               | Bischof der Altkatholischen Kirche Österreichs |                                     |  |
| Claus Jürgen Hutterer                          | 1930           | 1997             | Budapest                                                                        | Ungarn (Königreich Ungarn, 1919–1946)                | Ungarn                          | Donauschwabe, Komitat Budapest                                                | Linguist, Publizist |                                     |  |
| Franz Hybl                                     | ?              | ?                | aus Bayern oder Mähren                                                          |                                                      |                                 | Banater Schwabe                                                               | Kapellmeister in Arad um 1834 |                                     |  |
| Stefan Jäger                                   | 1877           | 1962             | Csene (heute Cenei, deutsch Tschene)                                            | Ungarn (Königreich Ungarn, 1867–1918)                | Rumänien                        | Banater Schwabe                                                               | Maler |                                     |  |
| Josef Janko                                    | 1905           | 2001             | Ernőháza (heute Banatski Despotovac, deutsch Ernsthausen)                       | Ungarn (Königreich Ungarn, 1867–1918)                | Serbien                         | Donauschwabe, Banat, Vojvodina                                                | Bundesobmann des Schwäbisch-Deutschen Kulturbundes, Volksgruppenführer der Deutschen im serbischen Teil des Banats                                                                           |                                     |  |
| Josef Jakob                                    | 1939           |                  | Carani (deutsch Mercydorf)                                                      | Rumänien (Königreich Rumänien)                       | Rumänien                        | Banater Schwabe                                                               | Handballspieler, Handballtrainer |                                     |  |
| Josef Jochum                                   | 1930           | 2017             | Satchinez (deutsch Knees)                                                       | Rumänien (Königreich Rumänien)                       | Rumänien                        | Banater Schwabe                                                               | Schauspieler, Regisseur und Autor |                                     |  |
| Zita Johann                                    | 1904           | 1993             | Temesvár (heute Timișoara, deutsch Temeswar)                                    | Ungarn (Königreich Ungarn, 1867–1918)                | Rumänien                        | Banater Schwäbin                                                              | spätere US-amerikanische Schauspielerin |                                     |  |
| Koloman Juhász                                 | 1892           | 1966             | Alibunar (deutsch Alisbrunn)                                                    | Ungarn (Königreich Ungarn, 1867–1918)                | Serbien                         | Donauschwabe, Banat, Vojvodina                                                | Theologe, Hochschullehrer, Domherr und Kirchenhistoriker |                                     |  |
| Peter Jung                                     | 1887           | 1966             | Zsombolya (heute Jimbolia, deutsch Hatzfeld)                                    | Ungarn (Königreich Ungarn, 1867–1918)                | Rumänien                        | Banater Schwabe                                                               | Dichter |                                     |  |
| Márton Kalász                                  | 1934           | 2021             | Somberek (deutsch Schomberg)                                                    | Ungarn (Königreich Ungarn, 1919–1946)                | Ungarn                          | Donauschwabe, Baranja, Komitat Baranya                                        | Germanist, Dichter, Reporter |                                     |  |
| Hans Kaltneker                                 | 1895           | 1919             | Temesvár (heute Timișoara, deutsch Temeswar)                                    | Ungarn (Königreich Ungarn, 1867–1918)                | Rumänien                        | Banater Schwabe                                                               | Dichter, Dramatiker, Erzähler |                                     |  |
| August Kanitz                                  | 1843           | 1896             | Lugosch (heute Lugoj, deutsch Lugosch)                                          | Österreich (Kaisertum Österreich)                    | Rumänien                        | Banater Schwabe                                                               | Botaniker |                                     |  |
| Franz Xaver Kappus                             | 1883           | 1966             | Temesvár (heute Timișoara, deutsch Temeswar)                                    | Ungarn (Königreich Ungarn, 1867–1918)                | Rumänien                        | Banater Schwabe                                                               | Journalist |                                     |  |
| Karl Rudolf Karrasz                            | 1846           | 1912             | Bečov/Böhmen (deutsch Hochpetsch)                                               | Österreich (Kaisertum Österreich)                    | Tschechien                      | Banater Schwabe                                                               | Komponist, Kapellmeister in Orawitza und Temeswar |                                     |  |
| Volker Kauder                                  | 1949           |                  | Hoffenheim                                                                      | Deutschland (Bonner Republik)                        | Deutschland                     | Donauschwabe (außerhalb des Siedlungsgebietes geboren)                        | Politiker, Vorsitzender der CDU/CSU-Bundestagsfraktion |                                     |  |
| Leopold Katscher                               | 1853           | 1939             | Tschakowa (heute Ciacova, deutsch Tschakowa)                                    | Österreich (Kaisertum Österreich)                    | Rumänien                        | Banater Schwabe                                                               | Autor, Friedensaktivist |                                     |  |
| Michael Kausch                                 | 1877           | 1942             | Módos (heute Jaša Tomić, deutsch Modosch)                                       | Ungarn (Königreich Ungarn, 1867–1918)                | Serbien                         | Donauschwabe, Banat, Vojvodina                                                | Lehrer, Politiker |                                     |  |
| Peter Kausch                                   | 1880           | 1945             | Módos (heute Jaša Tomić, deutsch Modosch)                                       | Ungarn (Königreich Ungarn, 1867–1918)                | Serbien                         | Donauschwabe, Banat, Vojvodina                                                | Politiker, Abgeordneter im Parlament des Königreichs Rumänien |                                     |  |
| Mara Kayser                                    | 1966           |                  | Sântana (deutsch Sanktanna)                                                     | Rumänien (Zeit des Kommunismus)                      | Rumänien                        | Banater Schwäbin                                                              | Schlagersängerin, Volksmusik | [ 62 ]                              |  |
| Hans Kehrer                                    | 1913           | 2009             | Kisszentpéter (heute Sânpetru Mic, deutsch Kleinsanktpeter)                     | Ungarn (Königreich Ungarn, 1867–1918)                | Rumänien                        | Banater Schwabe                                                               | Dichter, Dramatiker, Schauspieler |                                     |  |
| Wilhelm Keilbach                               | 1908           | 1982             | Ernőháza (heute Banatski Despotovac, deutsch Ernsthausen)                       | Ungarn (Königreich Ungarn, 1867–1918)                | Serbien                         | Donauschwabe, Banat, Vojvodina                                                | Theologe, Religionspsychologe |                                     |  |
| Johann Keks                                    | 1885           | 1944             | Katalinfalva (heute Ravni Topolovac, deutsch Kathreinfeld)                      | Ungarn (Königreich Ungarn, 1867–1918)                | Serbien                         | Donauschwabe, Banat, Vojvodina                                                | Verbandsfunktionär, Bundesobmann des Schwäbisch-Deutschen Kulturbunds, Volkstumspolitiker |                                     |  |
| Karl Kerényi                                   | 1897           | 1973             | Temesvár (heute Timișoara, deutsch Temeswar)                                    | Ungarn (Königreich Ungarn, 1867–1918)                | Rumänien                        | Banater Schwabe                                                               | Philologe, Religionswissenschaftler |                                     |  |
| Konrad Kernweisz                               | 1913           | 1981             | Csák (heute Ciacova, deutsch Tschakowa)                                         | Ungarn (Königreich Ungarn, 1867–1918)                | Rumänien                        | Banater Schwabe                                                               | Ordinarius substitutus des Bistums Timișoara |                                     |  |
| Klaus Kessler                                  | 1925           | 2005             | Timișoara (deutsch Temeswar)                                                    | Rumänien (Königreich Rumänien)                       | Rumänien                        | Banater Schwabe                                                               | Mediziner, Arzt, Übersetzer, Musikkritiker |                                     |  |
| Tomislav Ketig                                 | 1932           | 2020             | Nova Gradiška (deutsch Neu-Gradischka, Neugradiska, Friedrichsdorf)             | Jugoslawien (Königreich Jugoslawien)                 | Kroatien                        | Donauschwabe, Slawonien                                                       | Autor |                                     |  |
| Walter Kindl                                   | 1943           |                  | Lovrin (deutsch Lowrin)                                                         | Rumänien (Königreich Rumänien)                       | Rumänien                        | Banater Schwabe                                                               | Domkapellmeister, Musikwissenschaftler |                                     |  |
| Joseph Karl Kindermann                         | 1744           | 1801             | Zsámbék (deutsch Schambeck)                                                     | Österreich (Heiliges Römisches Reich)                | Ungarn                          | Donauschwabe, Komitat Budapest                                                | Geograph, Kartograph, Journalist |                                     |  |
| Walter Andreas Kirchner                        | 1941           |                  | Periam (deutsch Perjamosch)                                                     | Rumänien (Königreich Rumänien)                       | Rumänien                        | Banater Schwabe                                                               | Bildhauer, Maler, Grafiker |                                     |  |
| Albert Kitzl                                   | 1943           |                  | Bacova (deutsch Bakowa)                                                         | Rumänien (Königreich Rumänien)                       | Rumänien                        | Banater Schwabe                                                               | Schauspieler |                                     |  |
| Georg Klapka                                   | 1820           | 1892             | Temeswar (heute Timișoara)                                                      | Österreich (Kaisertum Österreich)                    | Rumänien                        | Banater Schwabe                                                               | ungarischer General während der Ungarischen Revolution 1848/1849 |                                     |  |
| Hermann Klee                                   | 1883           | 1970             | Rendsburg                                                                       | Deutschland (Deutsches Reich)                        | Deutschland                     | Banater Schwabe (außerhalb des Siedlungsgebietes geboren)                     | Komponist, Dirigent in Temeswar |                                     |  |
| Walter Michael Klepper                         | 1929           | 2008             | Lugoj (deutsch Lugosch)                                                         | Rumänien (Königreich Rumänien)                       | Rumänien                        | Banater Schwabe                                                               | Komponist |                                     |  |
| Hildegard Klepper-Paar                         | 1932           |                  | Orșova (deutsch Orschowa)                                                       | Rumänien (Königreich Rumänien)                       | Rumänien                        | Banater Schwäbin                                                              | Malerin, Grafikerin |                                     |  |
| Heinrich Knirr                                 | 1862           | 1944             | Pancevo (heute Pančevo, deutsch Pantschowa)                                     | Österreich (Kaisertum Österreich)                    | Serbien                         | Donauschwabe, Banat, Vojvodina                                                | Maler, Landschaft, Porträt |                                     |  |
| Rita König                                     | 1977           |                  | Satu Mare (deutsch Sathmar)                                                     | Rumänien (Zeit des Kommunismus)                      | Rumänien                        | Sathmarer Schwäbin                                                            | Florettfechterin |                                     |  |
| Franz Klein                                    | 1919           | 2008             | Biled (deutsch Billed)                                                          | Rumänien (Königreich Rumänien)                       | Rumänien                        | Banater Schwabe                                                               | Obmann der Banater Schwaben in Österreich, Volkskundler |                                     |  |
| Julius Leopold Klein                           | 1810           | 1876             | Miskolc (deutsch Mischkolz)                                                     | Österreich (Kaisertum Österreich)                    | Ungarn                          | Donauschwabe, Komitat Borsod-Abaúj-Zemplén                                    | Historiker, Literatur |                                     |  |
| Helmut Klimek                                  | 1941           |                  | Lugoj (deutsch Lugosch)                                                         | Königreich Rumänien                                  | Rumänien                        | Banater Schwabe                                                               | Musiklehrer, Komponist und Musikverleger |                                     |  |
| Fritz Klingler                                 | 1899           | 1985             | Nagyjecsa (heute Iecea Mare, deutsch Großjetscha)                               | Ungarn (Königreich Ungarn, 1867–1918)                | Rumänien                        | Banater Schwabe                                                               | Politiker |                                     |  |
| Sabine Klimek                                  | 1991           |                  | Timișoara (deutsch Temeswar)                                                    | Rumänien                                             | Rumänien                        | Banater Schwäbin                                                              | Handballspielerin |                                     |  |
| Sándor Kocsis (Alexander Wagner)               | 1929           | 1979             | Budapest                                                                        | Ungarn (Königreich Ungarn, 1919–1946)                | Ungarn                          | Donauschwabe, Komitat Budapest                                                | Fußballspieler |                                     |  |
| Franz Kohler                                   | 1937           | 2015             | Jarmina (deutsch Jahrmein, Hermann)                                             | Jugoslawien (Königreich Jugoslawien)                 | Kroatien                        | Donauschwabe, Syrmien                                                         | Zeichner, Maler und Glaskünstler |                                     |  |
| Josef Komanschek                               | 1912           | 1982             | Szentandrás (heute Sânandrei, deutsch Sanktandreas)                             | Ungarn (Königreich Ungarn, 1867–1918)                | Rumänien                        | Banater Schwabe                                                               | Volkswirtschaftler |                                     |  |
| Susanne König                                  | 1974           |                  | Satu Mare (deutsch Sathmar)                                                     | Rumänien (Zeit des Kommunismus)                      | Rumänien                        | Sathmarer Schwäbin                                                            | Säbelfechterin |                                     |  |
| Walther Konschitzky (Pseudonym Horst Wichland) | 1944           |                  | Bacova (deutsch Bakowa)                                                         | Rumänien (Königreich Rumänien)                       | Rumänien                        | Banater Schwabe                                                               | Ethnologe, Fotograf |                                     |  |
| Franz Koringer                                 | 1921           | 2000             | Towarischewo bei Bačka Palanka (deutsch Plankenburg)                            | Jugoslawien (Königreich Jugoslawien)                 | Serbien                         | Donauschwabe, Batschka, Vojvodina                                             | Komponist |                                     |  |
| Arthur Korn                                    | 1860           | 1928             | Ofenpest (heute Budapest)                                                       | Österreich (Kaisertum Österreich)                    | Ungarn                          | Donauschwabe, Komitat Budapest                                                | Dichter, Journalist |                                     |  |
| Vilmos Korn                                    | 1899           | 1970             | Nagykikinda (heute Kikinda, deutsch Großkikinda)                                | Ungarn (Königreich Ungarn, 1867–1918)                | Serbien                         | Donauschwabe, Banat, Vojvodina                                                | Autor, Journalist |                                     |  |
| Thomas Köves-Zulauf                            | 1923           | 2022             | Kalaznó (deutsch Gallas, Kallaß)                                                | Ungarn (Königreich Ungarn, 1919–1946)                | Ungarn                          | Donauschwabe, Komitat Tolna                                                   | Philologe, Religionswissenschaftler |                                     |  |
| Kristiane Kondrat                              | 1938           |                  | Reșița (deutsch Reschitz)                                                       | Rumänien (Königreich Rumänien)                       | Rumänien                        | Banater Berglanddeutsche                                                      | Schriftstellerin, Journalistin |                                     |  |
| Helga Korodi                                   | 1954           |                  | Timișoara (deutsch Temeswar)                                                    | Rumänien (Zeit des Kommunismus)                      | Rumänien                        | Banater Schwäbin                                                              | Autorin, Lehrerin |                                     |  |
| Stefan Kraft                                   | 1884           | 1959             | Ingyia (heute Inđija, deutsch India)                                            | Ungarn (Königreich Ungarn, 1867–1918)                | Serbien                         | Donauschwabe, Syrmien, Vojvodina                                              | Geschäftsführender Parteiobmann der Deutschen Partei (Jugoslawien) |                                     |  |
| Adam Krämer                                    | 1906           | 1992             | Veprőd (heute Kruščić, deutsch Weprowatz)                                       | Ungarn (Königreich Ungarn, 1867–1918)                | Serbien                         | Donauschwabe, Batschka, Vojvodina                                             | Verbandsfunktionär, Mitbegründer und Vorsitzender des Bundesverbandes der Landsmannschaft der Donauschwaben                                                                                  |                                     |  |
| Florian Krämer                                 | 1897           | 1984             | Veprőd (heute Kruščić, deutsch Weprowatz)                                       | Ungarn (Königreich Ungarn, 1867–1918)                | Serbien                         | Donauschwabe, Batschka, Vojvodina                                             | Mundartautor |                                     |  |
| Bernhard Krastl                                | 1950           |                  | Zăbrani (deutsch Guttenbrunn)                                                   | Rumänien (Zeit des Kommunismus)                      | Rumänien                        | Banater Schwabe                                                               | Vorsitzender des Weltdachverbands der Donauschwaben |                                     |  |
| Ernst Kratzmann                                | 1889           | 1950             | Budapest                                                                        | Ungarn (Königreich Ungarn, 1867–1918)                | Ungarn                          | Donauschwabe, Komitat Budapest                                                | Autor |                                     |  |
| Franz Kräuter                                  | 1885           | 1969             | Temesvukovár (heute Vucova, deutsch Wukowa)                                     | Ungarn (Königreich Ungarn, 1867–1918)                | Rumänien                        | Banater Schwabe                                                               | Philologe, Abgeordneter im rumänischen Parlament |                                     |  |
| Sebastian Kräuter                              | 1922           | 2008             | Nițchidorf (deutsch Nitzkydorf)                                                 | Rumänien (Königreich Rumänien)                       | Rumänien                        | Banater Schwabe                                                               | Bischof des Bistums Timișoara |                                     |  |
| Bruno Kremling                                 | 1889           | 1962             | Fehértemplom (heute Bela Crkva, deutsch Weißkirchen)                            | Ungarn (Königreich Ungarn, 1867–1918)                | Serbien                         | Donauschwabe, Banat, Vojvodina                                                | Publizist |                                     |  |
| Ludwig Kremling                                | 1861           | 1930             | Weißkirchen (heute Bela Crkva, deutsch Weißkirchen)                             | Österreich (Kaisertum Österreich)                    | Serbien                         | Donauschwabe, Banat, Vojvodina                                                | Vorsitzender der Ungarländischen Deutschen Volkspartei, Landesobmann der Deutschen Partei (Jugoslawien)                                                                                      |                                     |  |
| Werner Kremm                                   | 1951           |                  | Sânnicolau Mare (deutsch Groß Sankt Nikolaus)                                   | Rumänien (Zeit des Kommunismus)                      | Rumänien                        | Banater Schwabe                                                               | Journalist, Mitglied der Aktionsgruppe Banat |                                     |  |
| Hildegard Kremper-Fackner                      | 1933           | 2004             | Timișoara (deutsch Temeswar)                                                    | Rumänien (Königreich Rumänien)                       | Rumänien                        | Banater Schwäbin                                                              | Malerin, Graphikerin |                                     |  |
| Peter Krier                                    | 1935           | 2024             | Biled (deutsch Billed)                                                          | Rumänien (Königreich Rumänien)                       | Rumänien                        | Banater Schwabe                                                               | ehemaliger stellvertretender geschäftsführender Bundesvorsitzender der Landsmannschaft der Banater Schwaben                                                                                  |                                     |  |
| Alexander Krischan                             | 1921           | 2009             | Žombolj (heute Jimbolia, deutsch Hatzfeld)                                      | Jugoslawien (Königreich Jugoslawien)                 | Rumänien                        | Banater Schwabe                                                               | Historiker, Bibliograph |                                     |  |
| Josef Lonovics von Krivina                     | 1793           | 1867             | Miskolc (deutsch Mischkolz)                                                     | Österreich (Heiliges Römisches Reich)                | Ungarn                          | Donauschwabe, Komitat Borsod-Abaúj-Zemplén                                    | Bischof des Bistums Csanád, Erzbischof von Kalocsa und Erlau |                                     |  |
| Wilhelm Kronfuss                               | 1903           |                  | Budapest                                                                        | Ungarn (Königreich Ungarn, 1867–1918)                | Ungarn                          | Donauschwabe, Komitat Budapest                                                | Maler |                                     |  |
| Franz Kumher                                   | 1927           | 2018             | Oravița (deutsch Orawitza)                                                      | Rumänien (Königreich Rumänien)                       | Rumänien                        | Banater Schwabe                                                               | Lichtkinetiker, Pädagoge |                                     |  |
| Josias Kumpf                                   | 1925           | 2009             | Nova Pazova (deutsch Neu-Pasua)                                                 | Jugoslawien (Königreich Jugoslawien)                 | Serbien                         | Donauschwabe, Syrmien, Vojvodina                                              | Wachmann im Zwangsarbeitslager Trawniki |                                     |  |
| Franz Künstler                                 | 1900           | 2008             | Sósd (heute Șoșdea, deutsch Schoschdea)                                         | Ungarn (Königreich Ungarn, 1867–1918)                | Rumänien                        | Banater Schwabe                                                               | Kanonier, letzter überlebender Veteran der k.u.k. Armee und der Mittelmächte |                                     |  |
| Karl Küttel                                    | 1818           | 1875             | Kőszeg (deutsch Güns)                                                           | Österreich (Kaisertum Österreich)                    | Ungarn                          | Banater Schwabe                                                               | Bürgermeister von Temesvár (heute Timișoara) |                                     |  |
| Hans-Alois Lambing                             | 1922           | 2000             | Dănciulești (heute Variaș, deutsch Warjasch)                                    | Rumänien (Königreich Rumänien)                       | Rumänien                        | Banater Schwabe                                                               | Dichter |                                     |  |
| Erich Lammert                                  | 1912           | 1997             | Merczyfalva (heute Carani, deutsch Mercydorf)                                   | Ungarn (Königreich Ungarn, 1867–1918)                | Rumänien                        | Banater Schwabe                                                               | Volkskundler |                                     |  |
| Siegfried Lamnek                               | 1943           |                  | Crvenka (deutsch Tscherwenka, Rotweil)                                          | Jugoslawien (Königreich Jugoslawien)                 | Serbien                         | Donauschwabe, Batschka                                                        | Soziologe |                                     |  |
| Peter Lamoth                                   | 1908           | 1995             | Detta (heute Deta, deutsch Detta)                                               | Ungarn (Königreich Ungarn, 1867–1918)                | Rumänien                        | Banater Schwabe                                                               | Physiker |                                     |  |
| Ferdinand Lang                                 | 1871           | 1952             | Deliblát (heute Delibato, deutsch Delibat)                                      | Ungarn (Königreich Ungarn, 1867–1918)                | Serbien                         | Donauschwabe, Banat, Vojvodina                                                | Philologie |                                     |  |
| Luisa Lang Owen                                | 1935           |                  |                                                                                 | Jugoslawien (Königreich Jugoslawien)                 |                                 | Donauschwäbin                                                                 | Autorin |                                     |  |
| Andreas Latzko                                 | 1876           | 1943             | Budapest                                                                        | Ungarn (Königreich Ungarn, 1867–1918)                | Ungarn                          | Donauschwabe, Komitat Budapest                                                | Autor |                                     |  |
| Jakob Laub                                     | 1924           | 2002             | Bulgăruș (deutsch Bogarosch)                                                    | Rumänien (Königreich Rumänien)                       | Rumänien                        | Banater Schwabe                                                               | Schulleiter und Bundesvorsitzender der Landsmannschaft der Banater Schwaben (1986–2002) |                                     |  |
| Heinrich Lauer                                 | 1934           | 2010             | Săcălaz (deutsch Sackelhausen)                                                  | Rumänien (Königreich Rumänien)                       | Rumänien                        | Banater Schwabe                                                               | Journalist |                                     |  |
| Karl Fritz Lauer                               | 1938           | 2018             | Săcălaz (deutsch Sackelhausen)                                                  | Rumänien (Königreich Rumänien)                       | Rumänien                        | Banater Schwabe                                                               | Phytopathologe, Herbologe |                                     |  |
| Heinrich Lay                                   | 1928           | 2022             | Sânandrei (deutsch Sanktandreas)                                                | Rumänien (Königreich Rumänien)                       | Rumänien                        | Banater Schwabe                                                               | Historiker, Heimatforscher, Pädagoge |                                     |  |
| Ludwig Leber                                   | 1903           | 1974             | Törökbálint (deutsch Großturwallt)                                              | Königreich Ungarn, 1867–1918                         | Ungarn                          | Donauschwabe, Komitat Pest-Pilis-Solt-Kiskun                                  | Landtagsabgeordneter (Württemberg-Baden), Landtagsabgeordneter (Baden-Württemberg) |                                     |  |
| Peter-Dietmar Leber                            | 1959           |                  | Sânnicolau Mare (deutsch Groß Sankt Nikolaus)                                   | Rumänien (Zeit des Kommunismus)                      | Rumänien                        | Banater Schwabe                                                               | Bundesgeschäftsführer der Landsmannschaft der Banater Schwaben seit 2011 |                                     |  |
| Sebastian Leicht                               | 1908           | 2002             | Szilberek (heute Bački Brestovac, deutsch Ulmenau)                              | Ungarn (Königreich Ungarn, 1867–1918)                | Serbien                         | Donauschwabe, Batschka, Vojvodina                                             | Bild-Chronist |                                     |  |
| Nikolaus Lenau                                 | 1802           | 1850             | Tschadat (heute Lenauheim, deutsch Lenauheim, Tschadat)                         | Österreich (Heiliges Römisches Reich)                | Rumänien                        | Banater Schwabe                                                               | Autor des Biedermeier |                                     |  |
| Emil Lenhardt                                  | 1886           | 1956             | Sinering (bei Buziaș)                                                           | Ungarn (Königreich Ungarn, 1867–1918)                | Rumänien                        | Banater Schwabe                                                               | Maler |                                     |  |
| Anton Leopold                                  | 1880           | 1971             | Szentfülöp (heute Bački Gračac, deutsch Filipowa, Filipsdorf)                   | Ungarn (Königreich Ungarn, 1867–1918)                | Serbien                         | Donauschwabe, Batschka, Vojvodina                                             | Theologe, Domprediger, Archäologe |                                     |  |
| Jakob Lichtenberger                            | 1909           | 2005             | Újpázova (heute Nova Pazova, deutsch Neu-Pasua)                                 | Ungarn (Königreich Ungarn, 1867–1918)                | Serbien                         | Donauschwabe, Banat, Vojvodina                                                | Verbandsfunktionär, Hauptsturmführer der Waffen-SS, zeitweise deutscher „Volksgruppenführer“ im Unabhängigen Staat Kroatien                                                                  |                                     |  |
| Johann Georg Lickl                             | 1769           | 1843             | Korneuburg / Niederösterreich                                                   | Österreich (Heiliges Römisches Reich)                | Österreich                      | Donauschwabe, Baranja, Komitat Pécs (außerhalb des Siedlungsgebietes geboren) | Komponist, Kirchenmusiker in Fünfkirchen (Pécs) |                                     |  |
| Franz Liebhard                                 | 1899           | 1989             | Temesvár (heute Timișoara, deutsch Temeswar)                                    | Ungarn (Königreich Ungarn, 1867–1918)                | Rumänien                        | Banater Schwabe                                                               | Dichter des Expressionismus, Dramaturg, Essayist |                                     |  |
| Franz Limmer                                   | 1808           | 1857             | Wien-Matzleinsdorf                                                              | Österreich (Kaisertum Österreich)                    | Österreich                      | Banater Schwabe (außerhalb des Siedlungsgebietes geboren)                     | Kirchenmusiker, Domkapellmeister |                                     |  |
| Josef Linster                                  | 1889           | 1954             | Szakálháza (heute Săcălaz, deutsch Sackelhausen)                                | Ungarn (Königreich Ungarn, 1867–1918)                | Rumänien                        | Banater Schwabe                                                               | Komponist, Regenschori, Musikpädagoge |                                     |  |
| Johann Lippet                                  | 1951           |                  | Wels                                                                            | Österreich                                           | Österreich                      | Banater Schwabe (außerhalb des Siedlungsgebietes geboren)                     | Dichter, Erzähler |                                     |  |
| Peter Loris                                    | 1876           | 1952             | Temesgyarmat (heute Giarmata, deutsch Jahrmarkt)                                | Ungarn (Königreich Ungarn, 1867–1918)                | Rumänien                        | Banater Schwabe                                                               | Kapellmeister, Komponist | , mittlere Reihe, fünfter von links |  |
| Erich Lotz                                     | 1890           | ?                | Verbász (heute Vrbas, deutsch Werbass)                                          | Ungarn (Königreich Ungarn, 1867–1918)                | Serbien                         | Donauschwabe, Batschka, Vojvodina                                             | Historiker |                                     |  |
| Grete Lundt                                    | 1892           | 1926             | Temesvár (heute Timișoara, deutsch Temeswar)                                    | Ungarn (Königreich Ungarn, 1867–1918)                | Rumänien                        | Banater Schwäbin                                                              | Schauspielerin |                                     |  |
| Andreas Lutz                                   | 1876           | 1950             | Hercegszentmárton (deutsch Bailand)                                             | Ungarn (Königreich Ungarn, 1867–1918)                | Rumänien                        | Banater Schwabe                                                               | Philosoph, Volkskundler |                                     |  |
| Károly Maderspach                              | 1791           | 1849             | Orawitz (heute Oravița, deutsch Orawitz)                                        | Österreich (Heiliges Römisches Reich)                | Rumänien                        | Banater Schwabe                                                               | Hütteningenieur |                                     |  |
| Livius Maderspach                              | 1840           | 1921             | Ruskberg (heute Rusca Montană, deutsch Ruskberg)                                | Österreich (Kaisertum Österreich)                    | Serbien                         | Donauschwabe, Banat, Vojvodina                                                | Bergbauingenieur |                                     |  |
| Ferenc Mádl                                    | 1931           | 2011             | Bánd (deutsch Bandau)                                                           | Königreich Ungarn, 1919–1946                         | Ungarn                          | Donauschwabe, Komitat Veszprém                                                | ungarischer Staatspräsident (2000–2005); Jura-Professor |                                     |  |
| Leopold Magenbauer                             | 1834           | 1901             | Werschetz (heute Vršac, deutsch Werschetz)                                      | Österreich (Kaisertum Österreich)                    | Serbien                         | Banater Schwabe                                                               | Komponist |                                     |  |
| Nikola Mak                                     | 1937           | 2021             | Čeminac (deutsch Laschkafeld)                                                   | Jugoslawien (Königreich Jugoslawien)                 | Kroatien                        | Donauschwabe, Baranja                                                         | Gründer der Deutschen Gemeinschaft in Kroatien, Abgeordneter im kroatischen Parlament (2003–2007)                                                                                            |                                     |  |
| Brigitte Margert                               | 1975           |                  |                                                                                 | Rumänien (Zeit des Kommunismus)                      | Rumänien                        | Banater Schwäbin                                                              | Autorin |                                     |  |
| William Marin                                  | ?              | ?                |                                                                                 |                                                      | Rumänien                        | Banater Schwabe                                                               | Historiker |                                     |  |
| Franz Marschang                                | 1932           |                  | Iohanisfeld (deutsch Johannisfeld)                                              | Rumänien (Königreich Rumänien)                       | Rumänien                        | Banater Schwabe                                                               | Veterinär, Journalist, Schriftsteller | ,                                   |  |
| Karl Wilhelm von Martini                       | 1821           | 1885             | Lugosch (heute Lugoj, deutsch Lugosch)                                          | Österreich (Kaisertum Österreich)                    | Rumänien                        | Banater Schwabe                                                               | Abgeordneter, Journalist |                                     |  |
| Vinzenz Maschek                                | um 1800        | um 1875          | wahrscheinlich Prag                                                             | Österreich (Heiliges Römisches Reich)                | Tschechien                      | Donauschwabe (außerhalb des Siedlungsgebietes geboren)                        | Komponist, Regenschori, Pädagoge |                                     |  |
| Margaret Matzenauer                            | 1881           | 1963             | Temesvár (heute Timișoara, deutsch Temeswar)                                    | Ungarn (Königreich Ungarn, 1867–1918)                | Rumänien                        | Banater Schwäbin                                                              | Mezzosopranistin |                                     |  |
| Adam Maurus                                    | 1902           | 1953             | Temesvár (heute Timișoara, deutsch Temeswar)                                    | Ungarn (Königreich Ungarn, 1867–1918)                | Rumänien                        | Banater Schwabe                                                               | Generalsekretär des Schwäbisch-Deutschen Kulturbundes |                                     |  |
| Cornelius Petrus Mayer                         | 1929           | 2021             | Pilisborosjenő (deutsch Weindorf)                                               | Ungarn (Königreich Ungarn, 1919–1946)                | Ungarn                          | Donauschwabe, Komitat Pest                                                    | Theologe |                                     |  |
| Hartmut Mayerhoffer                            | 1969           |                  | Sânnicolau Mare (deutsch Groß Sankt Nikolaus)                                   | Rumänien (Zeit des Kommunismus)                      | Rumänien                        | Banater Schwabe                                                               | Handballspieler, Handballtrainer |                                     |  |
| Heinrich Meder                                 | 1904           | 1985             | Verbász (heute Vrbas, deutsch Werbass)                                          | Ungarn (Königreich Ungarn, 1867–1918)                | Serbien                         | Donauschwabe, Batschka, Vojvodina                                             | Theologe |                                     |  |
| Max Meier                                      | 1863           | 1919             | Resicabánya (heute Reșița, deutsch Reschitz)                                    | Österreich (Kaisertum Österreich)                    | Rumänien                        | Banater Berglanddeutscher                                                     | Unternehmer |                                     |  |
| Julius Meier-Graefe                            | 1867           | 1935             | Resicabánya (heute Reșița, deutsch Reschitz)                                    | Ungarn (Königreich Ungarn, 1867–1918)                | Rumänien                        | Banater Berglanddeutscher                                                     | Kunsthistoriker |                                     |  |
| Franz Metz                                     | 1955           |                  | Darova (deutsch Darowa)                                                         | Rumänien (Zeit des Kommunismus)                      | Rumänien                        | Banater Schwabe                                                               | Dirigent, Organist, Musikwissenschaftler |                                     |  |
| Martin Metz                                    | 1933           | 2003             | Darova (deutsch Darowa)                                                         | Rumänien (Königreich Rumänien)                       | Rumänien                        | Banater Schwabe                                                               | Komponist, Kirchenmusiker |                                     |  |
| Fritz Metzger                                  | 1907           | nach Januar 1949 | Torzsa (heute Savino Selo, deutsch Torschau)                                    |                                                      | Serbien                         | Donauschwabe, Batschka, Vojvodona                                             | Landesbauernführer |                                     |  |
| Ludwig Michalek                                | 1859           | 1942             | Temeswar (heute Timișoara, deutsch Temeswar)                                    | Österreich (Kaisertum Österreich)                    | Rumänien                        | Banater Schwabe                                                               | Maler, Grafiker und Kupferstecher |                                     |  |
| Josef Stefan Michels                           | 1910           | 1987             | Temesvár (heute Timișoara, deutsch Temeswar)                                    | Ungarn (Königreich Ungarn, 1867–1918)                | Rumänien                        | Banater Schwabe                                                               | Ingenieur, Erfinder |                                     |  |
| Hartwig Michels                                | 1941           | 2020             | Brașov (deutsch Kronstadt)                                                      | Rumänien (Königreich Rumänien)                       | Rumänien                        | Banater Schwabe                                                               | Luftkissenkonstrukteur, Unternehmer |                                     |  |
| Wilma Michels                                  |                |                  |                                                                                 |                                                      | Rumänien                        | Banater Schwäbin                                                              | Redakteurin im Facla-Verlag |                                     |  |
| Josef Mikonya                                  | 1928           | 2006             | Tarján (deutsch Tarian)                                                         | Ungarn                                               | Ungarn                          | Donauschwabe                                                                  | Autor |                                     |  |
| Felix Milleker                                 | 1858           | 1942             | Werschetz (heute Vršac, deutsch Werschetz)                                      | Österreich (Kaisertum Österreich)                    | Serbien                         | Donauschwabe, Banat, Vojvodina                                                | Historiker, Archäologe |                                     |  |
| Stephan von Millenkovich                       | 1836           | 1915             | Orschowa (heute Orșova, deutsch Orschowa)                                       | Österreich (Kaisertum Österreich)                    | Rumänien                        | Banater Schwabe                                                               | Autor |                                     |  |
| Karl von Möller                                | 1886           | 1943             | Wien                                                                            | Österreich (Österreich-Ungarn)                       | Österreich                      | Donauschwabe (außerhalb des Siedlungsgebietes geboren)                        | Autor |                                     |  |
| Helmuth Mojem                                  | 1961           |                  | Giarmata (deutsch Jahrmarkt)                                                    | Rumänien (Zeit des Kommunismus)                      | Rumänien                        | Banater Schwabe                                                               | Germanist |                                     |  |
| Hans Mokka                                     | 1912           | 1999             | Temesvár (heute Timișoara, deutsch Temeswar)                                    | Ungarn (Königreich Ungarn, 1867–1918)                | Rumänien                        | Banater Schwabe                                                               | Sänger, Autor |                                     |  |
| Irene Mokka                                    | 1915           | 1973             | Temesvár (heute Timișoara, deutsch Temeswar)                                    | Ungarn (Königreich Ungarn, 1867–1918)                | Rumänien                        | Banater Schwäbin                                                              | Dichterin |                                     |  |
| Károly Molter                                  | 1890           | 1981             | Óverbász (heute Vrbas, deutsch Werbass)                                         | Ungarn (Königreich Ungarn, 1867–1918)                | Serbien                         | Donauschwabe, Batschka, Vojvodina                                             | Schriftsteller, Kritiker und Publizist |                                     |  |
| Hans Moser                                     | 1937           |                  | Timișoara (deutsch Temeswar)                                                    | Rumänien (Königreich Rumänien)                       | Rumänien                        | Banater Schwabe                                                               | |                                     |  |
| Hans Moser                                     | 1889           | ?                | Zimony (heute Zemun, deutsch Semlin)                                            | Ungarn (Königreich Ungarn, 1867–1918)                | Serbien                         | Donauschwabe, Syrmien, Vojvodina                                              | Jurist |                                     |  |
| Koloman Moullion                               | 1909           | 1971             | Szilberek (heute Bački Brestovac, deutsch Ulmenau)                              | Ungarn (Königreich Ungarn, 1867–1918)                | Serbien                         | Donauschwabe, Batschka, Vojvodina                                             | Vertriebenenseelsorger, Dekan sowie Päpstlicher Geheimkämmerer |                                     |  |
| Heinrich Mühl                                  | 1901           | 1963             | Bonyhád (deutsch Bonnhard)                                                      | Königreich Ungarn, 1867–1918                         | Ungarn                          | Donauschwabe, Komitat Tolna                                                   | Politiker (GB/BHE), Zahnarzt |                                     |  |
| Árpád Mühle                                    | 1870           | 1930             | Temesvár (heute Timișoara, deutsch Temeswar)                                    | Königreich Ungarn, 1867–1918                         | Rumänien                        | Banater Schwabe                                                               | Landschaftsarchitekt, Rosenzüchter |                                     |  |
| Wilhelm Mühle                                  | 1845           | 1908             | Kulm (heute Chlumec u Chabařovic, deutsch Kulm)                                 | Kaisertum Österreich                                 | Tschechien                      | Banater Schwabe                                                               | Landschaftsarchitekt, Rosenzüchter |                                     |  |
| Herbert-Werner Mühlroth                        | 1963           |                  | Jimbolia (deutsch Hatzfeld)                                                     | Rumänien (Zeit des Kommunismus)                      | Rumänien                        | Banater Schwabe                                                               | Publizist, Übersetzer |                                     |  |
| Friedrich Müller                               | 1914           | 1976             | Torzsa (heute Savino Selo, deutsch Torschau)                                    | Ungarn (Königreich Ungarn, 1867–1918)                | Serbien                         | Donauschwabe, Batschka, Vojvodina                                             | Bildhauer |                                     |  |
| Hansi Müller                                   | 1957           |                  | Stuttgart                                                                       | Deutschland (Bonner Republik)                        | Deutschland                     | Donauschwabe (außerhalb des Siedlungsgebietes geboren)                        | Fußballspieler |                                     |  |
| Helmar Müller                                  | 1939           | 2023             | Sombor (deutsch Sombor)                                                         | Jugoslawien (Königreich Jugoslawien)                 | Rumänien                        | Donauschwabe, Batschka, Vojvodina                                             | Leichtathlet |                                     |  |
| Adrian Nuca-Bartzer                            | 1953           |                  |                                                                                 | Rumänien (Zeit des Kommunismus)                      | Rumänien                        | Banater Schwabe                                                               | Musikpädagoge, Chorleiter, Dirigent und Leiter des Schubert-Chors Timișoara (1979–1983 und seit 1985)                                                                                        |                                     |  |
| Herbert Müller                                 | 1962           |                  | Timișoara (deutsch Temeswar)                                                    | Rumänien (Zeit des Kommunismus)                      | Rumänien                        | Banater Schwabe                                                               | Handballspieler, Handballtrainer |                                     |  |
| Herta Müller                                   | 1953           |                  | Nițchidorf (deutsch Nitzkydorf)                                                 | Rumänien (Zeit des Kommunismus)                      | Rumänien                        | Banater Schwäbin                                                              | Schriftstellerin, Nobelpreis für Literatur 2009 |                                     |  |
| Adam Müller-Guttenbrunn                        | 1852           | 1923             | Guttenbrunn (heute Zăbrani, deutsch Guttenbrunn)                                | Österreich (Kaisertum Österreich)                    | Rumänien                        | Banater Schwabe                                                               | Journalist, Bühnenautor, Theaterdirektor, Politiker |                                     |  |
| Victor Müller-Heß                              | 1883           | 1960             | Bežanja (nahe Zemun, deutsch Semlin)                                            | Ungarn (Königreich Ungarn, 1867–1918)                | Serbien                         | Donauschwabe, Syrmien                                                         | Gerichtsmediziner |                                     |  |
| Johann Müllerperth                             | 1957           |                  | Sântana (deutsch Sanktanna)                                                     | Rumänien (Zeit des Kommunismus)                      | Rumänien                        | Banater Schwabe                                                               | Goldschmied |                                     |  |
| Kaspar Muth                                    | 1876           | 1966             | Lovrin (deutsch Lowrin)                                                         | Ungarn (Königreich Ungarn, 1867–1918)                | Rumänien                        | Banater Schwabe                                                               | Obmann der Schwäbischen Autonomiepartei und des Verbandes der Deutschen in Rumänien |                                     |  |
| Anni Nemetz-Schauberger                        | 1945           |                  | Ciacova (deutsch Tschakowa)                                                     | Rumänien (Königreich Rumänien)                       | Rumänien                        | Banater Schwäbin                                                              | Handballspielerin |                                     |  |
| Jakob Neumann                                  | 1920           | 2009             | Percosova (deutsch Perkos)                                                      | Rumänien (Königreich Rumänien)                       | Rumänien                        | Banater Schwabe                                                               | Generalschulinspektor |                                     |  |
| Josef Nischbach                                | 1889           | 1970             | Újbesenyő (heute Dudeștii Noi, deutsch Neubeschenowa)                           | Ungarn (Königreich Ungarn, 1867–1918)                | Rumänien                        | Banater Schwabe                                                               | Domherr, Päpstlicher Prälat |                                     |  |
| Mathes Nitsch                                  | 1884           | 1972             | Hegyeshalom (deutsch Straß-Sommerein)                                           | Ungarn (Königreich Ungarn, 1867–1918)                | Ungarn                          | Donauschwabe, Komitat Győr-Moson-Sopron                                       | Journalist |                                     |  |
| Karl Nováček                                   | 1868           | 1929             | Fehértemplom (heute Bela Crkva, deutsch Weißkirchen)                            | Ungarn (Königreich Ungarn, 1867–1918)                | Serbien                         | Donauschwabe, Banat, Vojvodina                                                | Cellist, Militärkapellmeister, Dirigent |                                     |  |
| Martin Nováček                                 | 1834           | 1906             | in Horaschdowitz; (heute Horažďovice)                                           | Österreich (Kaisertum Österreich)                    | Tschechien                      | Donauschwabe                                                                  | Dirigent, Musiker, Musikpädagoge |                                     |  |
| Ottokar Nováček                                | 1866           | 1900             | Weißkirchen (heute Bela Crkva, deutsch Weißkirchen)                             | Österreich (Kaisertum Österreich)                    | Serbien                         | Donauschwabe, Banat, Vojvodina                                                | Komponist |                                     |  |
| Rudolf Nováček                                 | 1860           | 1929             | Weißkirchen (heute Bela Crkva, deutsch Weißkirchen)                             | Österreich (Kaisertum Österreich)                    | Serbien                         | Donauschwabe, Banat, Vojvodina                                                | Komponist, Dirigent |                                     |  |
| Victor Nováček                                 | 1875           | 1914             | Temesvár (heute Timișoara, deutsch Temeswar)                                    | Ungarn (Königreich Ungarn, 1867–1918)                | Rumänien                        | Banater Schwabe                                                               | Geiger, Musikpädagoge |                                     |  |
| Franz Novotny                                  | 1748           | 1806             | Fünfkirchen (heute Pécs, deutsch Fünfkirchen)                                   | Österreich (Heiliges Römisches Reich)                | Ungarn                          | Donauschwabe, Baranja, Komitat Pécs                                           | Komponist |                                     |  |
| Josef Nowak                                    | 1803           | 1880             | Werschetz (heute Vršac, deutsch Werschetz)                                      | Österreich (Heiliges Römisches Reich)                | Serbien                         | Donauschwabe, Banat, Vojvodina                                                | Pfarrer |                                     |  |
| Valentin Oberkersch                            | 1920           | 2004             | Inđija (deutsch India)                                                          | Jugoslawien (Königreich Jugoslawien)                 | Serbien                         | Donauschwabe, Syrmien, Vojvodina                                              | Autor |                                     |  |
| Stefan Ochaba                                  | 1904           | 1948             | Brünn (heute Brno)                                                              | Österreich (Österreich-Ungarn)                       | Tschechien                      | Donauschwabe                                                                  | Komponist, Kirchenmusiker, Regenschori, Pädagoge |                                     |  |
| Hermann Ohlicher                               | 1949           |                  | Bruggen                                                                         | Deutschland (Bonner Republik)                        | Deutschland                     | Donauschwabe (außerhalb des Siedlungsgebietes geboren)                        | Fußballspieler |                                     |  |
| Richard Oschanitzky                            | 1939           | 1979             | Timișoara (deutsch Temeswar)                                                    | Rumänien (Königreich Rumänien)                       | Rumänien                        | Banater Schwabe                                                               | Komponist, Arrangeur, Pianist, Dirigent |                                     |  |
| Johann Osswald                                 | 1712           | 1752             | Honzrath                                                                        | Österreich (Heiliges Römisches Reich)                | Deutschland                     | Banater Schwabe (außerhalb des Siedlungsgebietes geboren)                     | Anwerber deutscher und französischer Siedler zur Kolonisation des Banats |                                     |  |
| Gerhard Ortinau                                | 1953           |                  | Borcea (Bărăgan)                                                                | Rumänien (Zeit des Kommunismus)                      | Rumänien                        | Banater Schwabe                                                               | Autor |                                     |  |
| Augustin Pacha                                 | 1870           | 1954             | Móricföld (heute Măureni, deutsch Moritzfeld)                                   | Ungarn (Königreich Ungarn, 1867–1918)                | Rumänien                        | Banater Schwabe                                                               | Bischof des Bistums Timișoara, Kirchenpolitiker |                                     |  |
| Maleen Pacha                                   | 1923           | 2000             | Timișoara (deutsch Temeswar)                                                    | Rumänien (Königreich Rumänien)                       | Rumänien                        | Banater Schwabe                                                               | Filmarchitektin und Kostümbildnerin |                                     |  |
| Stefan Pacha                                   | 1859           | 1924             | Moritzfeld (heute Măureni, deutsch Moritzfeld)                                  | Österreich (Kaisertum Österreich)                    | Rumänien                        | Banater Schwabe                                                               | Abtpfarrer von Temeswar-Fabrikstadt, Dechant von Großsanktnikolaus |                                     |  |
| Ludwig Graff de Pancsova                       | 1851           | 1924             | Pantschowa (heute Pančevo, deutsch Pantschowa)                                  | Österreich (Kaisertum Österreich)                    | Serbien                         | Donauschwabe, Banat, Vojvodina                                                | Zoologe |                                     |  |
| Anton Pavelka                                  | 1839           | 1909             | Prag                                                                            | Österreich (Kaisertum Österreich)                    | Tschechien                      | Donauschwabe (außerhalb des Siedlungsgebietes geboren)                        | Dirigent, Violinist, Komponist |                                     |  |
| Eduard Pavelka                                 | 1879           | 1960             | Resicabánya (heute Reșița, deutsch Reschitza)                                   | Ungarn (Königreich Ungarn, 1867–1918)                | Rumänien                        | Donauschwabe mit tschechischen Wurzeln                                        | Komponist, Konzertmeister |                                     |  |
| Rudolf Payer von Thurn                         | 1867           | 1932             | Nagybecskerek (heute Zrenjanin, deutsch Großbetschkerek)                        | Ungarn (Königreich Ungarn, 1867–1918)                | Serbien                         | Donauschwabe, Banat, Vojvodina                                                | Autor, Verleger |                                     |  |
| Maria Pechtol                                  | 1918           | 2003             | Temesvár (heute Timișoara, deutsch Temeswar)                                    | Ungarn (Königreich Ungarn, 1867–1918)                | Rumänien                        | Banater Schwäbin                                                              | Sprachwissenschaftlerin |                                     |  |
| Anton Petri                                    | 1928           | 2005             | Sălbăgelu Nou (deutsch Eichenthal)                                              | Rumänien (Königreich Rumänien)                       | Rumänien                        | Banater Schwabe                                                               | Chorleiter, Dirigent, Lehrer und Buchautor |                                     |  |
| Anton Peter Petri                              | 1923           | 1995             | Lovrin (deutsch Lowrin)                                                         | Rumänien (Königreich Rumänien)                       | Rumänien                        | Banater Schwabe                                                               | Historiker, Volkskundler, Pädagoge |                                     |  |
| Oskar Peternell                                | 1941           |                  | Periam (deutsch Perjamosch)                                                     | Rumänien (Zeit des Kommunismus)                      | Rumänien                        | Banater Schwabe                                                               | Fotograf |                                     |  |
| Erich Pfaff                                    | 1930           | 2011             | Timișoara (deutsch Temeswar)                                                    | Rumänien (Königreich Rumänien)                       | Rumänien                        | Banater Schwabe                                                               | Vorsitzender des Demokratischen Forums der Deutschen im Banat, Schulleiter |                                     |  |
| Peter Pflaum                                   | 1933           | 2011             | Zmajevo (deutsch Altker, Alt Keer)                                              | Jugoslawien (Königreich Jugoslawien)                 | Serbien                         | Donauschwabe, Batschka, Vojvodina                                             | Erfinder des selbsttragenden Mineralwoll-Sandwichpaneels, Unternehmer |                                     |  |
| Joseph Pless                                   | 1880           | 1969             | Szakálháza (heute Săcălaz, deutsch Sackelhausen)                                | Ungarn (Königreich Ungarn, 1867–1918)                | Rumänien                        | Banater Schwabe                                                               | Ordinarius substitutus des Bistums Timișoara |                                     |  |
| Julius Pock                                    | 1840           | 1911             | Pressburg (heute Bratislava, deutsch Pressburg)                                 | Österreich (Kaisertum Österreich)                    | Slowakei                        | Banater Schwabe                                                               | Alpinist |                                     |  |
| Annemarie Podlipny-Hehn                        | 1938           |                  | Lovrin (deutsch Lowrin)                                                         | Rumänien (Königreich Rumänien)                       | Rumänien                        | Banater Schwäbin                                                              | Kunsthistorikerin |                                     |  |
| Josef de Ponte                                 | 1922           | 2006             | Budakeszi (deutsch Wudigeß)                                                     | Ungarn (Königreich Ungarn, 1919–1946)                | Ungarn                          | Donauschwabe, Komitat Budapest                                                | Glasmaler, Graphiker | [ 102 ]                             |  |
| Philipp Popp                                   | 1893           | 1945             | Bežanija (nahe Zemun, deutsch Semlin)                                           | Ungarn (Königreich Ungarn, 1867–1918)                | Serbien                         | Donauschwabe, Syrmien, Vojvodina                                              | Bischof der Evangelischen Kirche in Jugoslawien (1931–1941) |                                     |  |
| Andreas Porfetye                               | 1927           | 2011             | Zădăreni (deutsch Saderlach)                                                    | Rumänien (Königreich Rumänien)                       | Rumänien                        | Banater Schwabe                                                               | Komponist, Organist, Domkapellmeister, Pädagoge |                                     |  |
| Josef Posipal                                  | 1927           | 1997             | Lugoj (deutsch Lugosch)                                                         | Rumänien (Königreich Rumänien)                       | Rumänien                        | Banater Schwabe                                                               | Fußballspieler |                                     |  |
| Stefan Poslovski                               | 1975           |                  | Karlsruhe                                                                       | Deutschland (Bonner Republik)                        | Deutschland                     | Donauschwabe (außerhalb des Siedlungsgebietes geboren)                        | Musicaldarsteller |                                     |  |
| Peter Potye                                    | 1925           | 2022             | Cărpiniș (deutsch Gertianosch)                                                  | Rumänien (Königreich Rumänien)                       | Rumänien                        | Banater Schwabe                                                               | Zeitzeuge |                                     |  |
| Johann Eugen Probst                            | 1858           | 1937             | Wien                                                                            | Österreich (Kaisertum Österreich)                    | Österreich                      | Banater Schwabe (außerhalb des Siedlungsgebietes geboren)                     | Bibliothekar, Museumsfachmann |                                     |  |
| Josef Prokopetz                                | 1885           | 1964             | Bácspalánka (heute Bačka Palanka, deutsch Plankenburg)                          | Ungarn (Königreich Ungarn, 1867–1918)                | Serbien                         | Donauschwabe, Batschka, Vojvodina                                             | Schulmann |                                     |  |
| Ferenc Puskás (Franz Purzeld)                  | 1927           | 2006             | Kispest (deutsch Klein Pest)                                                    | Ungarn (Königreich Ungarn, 1919–1946)                | Ungarn                          | Donauschwabe, Komitat Budapest                                                | Fußballspieler, Fußballtrainer |                                     |  |
| Ferenc Rajniss                                 | 1893           | 1946             | Bártfa (heute Bardejov, deutsch Bartfeld)                                       | Ungarn (Königreich Ungarn, 1867–1918)                | Slowakei                        | Donauschwabe, Ungarn                                                          | Mitglied des Regentschaftsrates |                                     |  |
| Hans Rasimus                                   | 1914           | 1989             | Katalinfalva (heute Ravni Topolovac, deutsch Kathreinfeld)                      | Ungarn (Königreich Ungarn, 1867–1918)                | Serbien                         | Donauschwabe, Banat, Vojvodina                                                | Volkskundler, Heimatforscher |                                     |  |
| Heribert Rech                                  | 1950           |                  | Östringen                                                                       | Deutschland (Bonner Republik)                        | Deutschland                     | Donauschwabe (außerhalb des Siedlungsgebietes geboren)                        | Politiker (CDU), ehem. Innenminister Baden-Württemberg, ehem. Landesbeauftragter für Vertriebene, Flüchtlinge und Aussiedler                                                                 |                                     |  |
| Michael Redl                                   | 1936           | 2013             | Lugoj (deutsch Lugosch)                                                         | Rumänien (Königreich Rumänien)                       | Rumänien                        | Banater Schwabe                                                               | Handballspieler |                                     |  |
| Josef Reichel                                  | 1907           | 1969             | Debrecen (deutsch Debrezin)                                                     | Ungarn (Königreich Ungarn, 1867–1918)                | Ungarn                          | Donauschwabe, Komitat Hajdú-Bihar                                             | Chemiker |                                     |  |
| Josef Reichl                                   | 1860           | 1924             | Krottendorf bei Güssing (ungarisch Németújvár , von 1867 bis 1921 Teil Ungarns) | Österreich (Kaisertum Österreich)                    | Österreich                      | Donauschwabe, Komitat Eisenburg                                               | Dialektautor und Heimatdichter |                                     |  |
| Georg Reichert                                 | 1910           | 1966             | Istvánfölde (heute Krajišnik, deutsch Stefansfeld)                              | Ungarn (Königreich Ungarn, 1867–1918)                | Serbien                         | Donauschwabe, Banat, Vojvodina                                                | Musikwissenschaftler |                                     |  |
| Emmerich Reichrath                             | 1941           | 2006             | Jimbolia (deutsch Hatzfeld)                                                     | Rumänien (Königreich Rumänien)                       | Rumänien                        | Banater Schwabe                                                               | Journalist, Redakteur, Literatur- und Theaterkritiker |                                     |  |
| Rudolf Reimann                                 | 1934           |                  | Novi Sad (deutsch Neusatz)                                                      | Jugoslawien (Königreich Jugoslawien)                 | Serbien                         | Donauschwabe, Batschka, Vojvodina                                             | Bundesvorsitzender der Donauschwaben in Österreich | [ 109 ]                             |  |
| Imre Reiner                                    | 1900           | 1987             | Versec (heute Vršac, deutsch Werschetz)                                         | Ungarn (Königreich Ungarn, 1867–1918)                | Serbien                         | Donauschwabe, Banat, Vojvodina                                                | Maler, Buchgraphiker |                                     |  |
| Stefan Reisch                                  | 1941           |                  | Németkér (deutsch Kier, Kremling)                                               | Ungarn (Königreich Ungarn, 1919–1946)                | Ungarn                          | Donauschwabe, Komitat Tolna                                                   | Fußballspieler |                                     |  |
| Heinrich Reister                               | 1913           | 1988             | Ókér (heute Zmajevo, deutsch Alt-Keer)                                          | Ungarn (Königreich Ungarn, 1867–1918)                | Serbien                         | Donauschwabe, Batschka, Vojvodina                                             | Verbandsfunktionär im Königreich Jugoslawien, deutschsprachiger Autor und von 1941 bis 1943 Leiter des Amtes für Presse und Propaganda im Volksbund der Ungarndeutschen                      |                                     |  |
| Emmerich Reitter                               | 1875           |                  | Lowrin (heute Lovrin, deutsch Lowrin)                                           | Ungarn (Königreich Ungarn, 1867–1918)                | Rumänien                        | Banater Schwabe                                                               | Rechtsanwalt und Abgeordneter |                                     |  |
| Franz Remmel                                   | 1931           | 2019             | Periam (deutsch Perjamosch)                                                     | Rumänien (Königreich Rumänien)                       | Rumänien                        | Banater Schwabe                                                               | Ethnologe, Journalist |                                     |  |
| János Riesz                                    | 1941           |                  | Budakeszi (deutsch Wudigeß)                                                     | Ungarn (Königreich Ungarn, 1919–1946)                | Ungarn                          | Donauschwabe, Komitat Budapest                                                | Literaturwissenschaftler, Sprachwissenschaftler |                                     |  |
| Erwin Ringel                                   | 1921           | 1994             | Timișoara (deutsch Temeswar)                                                    | Rumänien (Königreich Rumänien)                       | Rumänien                        | Banater Schwabe                                                               | Mediziner, Arzt, Individualpsychologe | [ 110 ]                             |  |
| Engelbert Rittinger                            | 1929           | 2000             | Kiskassa bei Pécs (deutsch Kascha)                                              | Ungarn (Königreich Ungarn, 1919–1946)                | Ungarn                          | Donauschwabe, Baranja, Komitat Pécs                                           | Autor, Pädagoge |                                     |  |
| Peter Rohr (Komponist)                         | 1881           | 1956             | Daruvár (heute Darova, deutsch Kranichstätten)                                  | Ungarn (Königreich Ungarn, 1867–1918)                | Rumänien                        | Banater Schwabe                                                               | Kapellmeister, Cellist |                                     |  |
| Robert Rohr                                    | 1922           | 2008             | Vršac (deutsch Werschetz)                                                       | Jugoslawien (Königreich Jugoslawien)                 | Serbien                         | Donauschwabe, Banat, Vojvodina                                                | Musikforscher |                                     |  |
| Hans Röhrich                                   | 1899           | 1988             | Nagyszentmiklós (heute Sânnicolau Mare, deutsch Großsanktnikolaus)              | Ungarn (Königreich Ungarn, 1867–1918)                | Rumänien                        | Banater Schwabe                                                               | Chirurg, Universitätsprofessor |                                     |  |
| Franz Rohr von Denta                           | 1854           | 1927             | Arad                                                                            | Österreich (Kaisertum Österreich)                    | Rumänien                        | Banater Schwabe                                                               | Feldmarschall |                                     |  |
| Martin Roos                                    | 1942           |                  | Satchinez (deutsch Knees)                                                       | Rumänien (Königreich Rumänien)                       | Rumänien                        | Banater Schwabe                                                               | Bischof von Timișoara |                                     |  |
| Anton von Rosas                                | 1791           | 1855             | Fünfkirchen (heute Pécs, deutsch Fünfkirchen)                                   | Österreich (Heiliges Römisches Reich)                | Ungarn                          | Donauschwabe, Baranja, Komitat Pécs                                           | Mediziner (Augenheilkunde) |                                     |  |
| Franz Rosenberger                              | 1895           | 1967             | Stájerlakanina (heute Anina, deutsch Steierdorf-Anina)                          | Ungarn (Königreich Ungarn, 1867–1918)                | Rumänien                        | Banater Berglanddeutscher                                                     | Komponist, Kirchenmusiker, Violinist, Bratschist |                                     |  |
| Johann Röser                                   | 1870           | 1932             | Gyertyámos (heute Cărpiniș, deutsch Gertianosch)                                | Ungarn (Königreich Ungarn, 1867–1918)                | Rumänien                        | Banater Schwabe                                                               | Politiker |                                     |  |
| Walter Roth                                    | 1959           |                  | Pișchia (deutsch Bruckenau)                                                     | Rumänien (Zeit des Kommunismus)                      | Rumänien                        | Banater Schwabe                                                               | Schauspieler |                                     |  |
| Leopold Ružička                                | 1887           | 1976             | Vukovár (heute Vukovar, deutsch Wukowar)                                        | Ungarn (Königreich Ungarn, 1867–1918)                | Kroatien                        | Donauschwabe, Syrmien                                                         | Chemiker, Nobelpreis für Chemie |                                     |  |
| Franz Samson                                   |                |                  |                                                                                 |                                                      | Serbien                         | Donauschwabe, Syrmien, Vojvodina                                              | Sänger, Akkordeonist |                                     |  |
| Horst Samson                                   | 1954           |                  | Salcâmi (Bărăgan)                                                               | Rumänien (Zeit des Kommunismus)                      | Rumänien                        | Banater Schwabe                                                               | Journalist, Schriftsteller |                                     |  |
| Josef Sayer                                    | 1941           |                  | Apatin                                                                          | Jugoslawien (Königreich Jugoslawien)                 | Serbien                         | Donauschwabe, Batschka, Vojvodina                                             | Theologe, Entwicklungshelfer |                                     |  |
| Franz Schafarzik                               | 1854           | 1927             | Debrecen (deutsch Debrezin)                                                     | Österreich (Kaisertum Österreich)                    | Ungarn                          | Donauschwabe, Komitat Hajdú-Bihar                                             | Geologe, Mineraloge |                                     |  |
| Emmerich Schäffer                              | * 1931         | † 1999           | Timișoara (deutsch Temeswar)                                                    | Rumänien (Königreich Rumänien)                       | Deutschland                     | Banater Schwabe                                                               | Schauspieler |                                     |  |
| Gerhard Schäffer                               | 1942           |                  | Vrbas (deutsch Werbass)                                                         | Jugoslawien (Königreich Jugoslawien)                 | Serbien                         | Donauschwabe, Batschka, Vojvodina                                             | Politiker (ÖVP), Landesschulratspräsident, Abgeordneter zum österreichischen Nationalrat, Staatssekretär im Bundeskanzleramt                                                                 |                                     |  |
| Irmgard Schati                                 | 1921           | 1992             | Timișoara (deutsch Temeswar)                                                    | Königreich Rumänien                                  | Rumänien                        | Banater Schwabe                                                               | Schauspielerin |                                     |  |
| Rudolf Schati                                  | 1913           | 1984             | Nagyősz (heute Tomnatic, deutsch Triebswetter)                                  | Ungarn (Königreich Ungarn, 1867–1918)                | Rumänien                        | Banater Schwabe                                                               | Schauspieler, Regisseur, Theaterleiter |                                     |  |
| János Scheffler                                | 1887           | 1952             | Kálmánd (heute Cămin, deutsch Kalmandi)                                         | Ungarn (Königreich Ungarn, 1867–1918)                | Rumänien                        | Sathmaer Schwabe                                                              | römisch-katholischer Bischof von Satu Mare und Oradea Mare |                                     |  |
| Konrad Scheierling                             | 1924           | 1992             | Kolut (deutsch Ringdorf)                                                        | Jugoslawien (Königreich Jugoslawien)                 | Serbien                         | Donauschwabe, Batschka, Vojvodina                                             | Chorleiter, Organist |                                     |  |
| Anton Scherer                                  | 1922           | 2015             | Obrovac (deutsch Obrowatz, Oberndorf)                                           | Jugoslawien (Königreich Jugoslawien)                 | Serbien                         | Donauschwabe, Batschka, Vojvodina                                             | Historiker |                                     |  |
| Johannes Scherer                               | 1889           | 1966             | Ferenchalom (heute Kačarevo, deutsch Franzfeld)                                 | Ungarn (Königreich Ungarn, 1867–1918)                | Serbien                         | Donauschwabe, Banat, Vojvodina                                                | Theologe |                                     |  |
| Robert Schiff                                  | 1934           |                  | Timișoara (deutsch Temeswar)                                                    | Rumänien (Königreich Rumänien)                       | Rumänien                        | Banater Schwabe                                                               | Autor, Maler |                                     |  |
| Julia Schiff                                   | 1940           |                  | Deta (deutsch Detta)                                                            | Rumänien (Königreich Rumänien)                       | Rumänien                        | Banater Schwäbin                                                              | Autorin, Übersetzerin |                                     |  |
| Eginald Schlattner                             | 1933           |                  | Arad                                                                            | Rumänien (Königreich Rumänien)                       | Rumänien                        | Banater Schwabe                                                               | Pfarrer |                                     |  |
| Franz Thomas Schleich                          | 1948           |                  | Tomnatic (deutsch Triebswetter)                                                 | Rumänien (Zeit des Kommunismus)                      | Rumänien                        | Banater Schwabe                                                               | Publizist, Informant der Securitate |                                     |  |
| Imre Schlosser                                 | 1889           | 1959             | Budapest                                                                        | Ungarn (Königreich Ungarn, 1867–1918)                | Ungarn                          | Donauschwabe, Komitat Budapest                                                | ungarischer Fußballspieler |                                     |  |
| Josef Schmalz                                  | 1932           | 2014             | Vladimirescu (deutsch Glogowatz)                                                | Rumänien (Königreich Rumänien)                       | Rumänien                        | Banater Schwabe                                                               | Komponist, Arrangeur und Kapellmeister |                                     |  |
| Hansi Schmidt                                  | 1942           | 2023             | Teremia Mare (deutsch Marienfeld)                                               | Rumänien (Königreich Rumänien)                       | Rumänien                        | Banater Schwabe                                                               | Handballspieler |                                     |  |
| Josef Schmidt                                  | 1913           | ?                | Orczyfálva (heute Orțișoara, deutsch Orzydorf)                                  | Ungarn (Königreich Ungarn, 1867–1918)                | Rumänien                        | Banater Schwabe                                                               | Schulamtlicher Funktionär in Rumänien, Ungarn und Kroatien (1940–1944); Bundesvorsitzender der Landsmannschaft der Banater Schwaben (1978–1986)                                              |                                     |  |
| Reiner Schmidt                                 | 1942           | 2011             | Gottlob (deutsch Gottlob)                                                       | Rumänien (Königreich Rumänien)                       | Rumänien                        | Banater Schwabe                                                               | Dirigent, Bratschist |                                     |  |
| Annie Schmidt-Endres                           | 1903           | 1977             | Csatád (heute Lenauheim, deutsch Lenauheim, Tschadat)                           | Ungarn (Königreich Ungarn, 1867–1918)                | Rumänien                        | Banater Schwäbin                                                              | Autorin |                                     |  |
| Heinrich Schneider                             | 1923           | 2000             | Sălbăgelu Nou (deutsch Eichenthal)                                              | Rumänien (Königreich Rumänien)                       | Rumänien                        | Banater Schwabe                                                               | Dirigent, Akkordeonist |                                     |  |
| Helmut Schneider                               | 1931           |                  | Timișoara (deutsch Temeswar)                                                    | Rumänien (Königreich Rumänien)                       | Rumänien                        | Banater Schwabe                                                               | Autor |                                     |  |
| Eduard Schneider                               | 1944           |                  | Timișoara (deutsch Temeswar)                                                    | Rumänien (Königreich Rumänien)                       | Rumänien                        | Banater Schwabe                                                               | Journalist, Projektmitarbeiter am Institut für deutsche Kultur und Geschichte Südosteuropas                                                                                                  |                                     |  |
| Anton Schoendlinger                            | 1919           | 1983             | Bačko Novo Selo (deutsch Neudorf ab der Donau)                                  | Jugoslawien (Königreich Jugoslawien)                 | Serbien                         | Donauschwabe, Batschka, Vojvodina                                             | Komponist |                                     |  |
| Jenő Schönberger                               | 1959           |                  | Turulung (deutsch Turterebesch)                                                 | Rumänien (Zeit des Kommunismus)                      | Rumänien                        | Sathmarer Schwabe                                                             | Bischof des Bistums Satu Mare |                                     |  |
| Matthias Schork                                | 1920           | 1979             | Timișoara (deutsch Temeswar)                                                    | Rumänien (Königreich Rumänien)                       | Rumänien                        | Banater Schwabe                                                               | Komponist, Musikpädagoge, Dirigent und Leiter des Schubert-Chors Temeswar |                                     |  |
| Josef Schramm                                  | 1919           | 2001             | Kula, deutsch Wolfsburg                                                         | Jugoslawien (Königreich Jugoslawien)                 | Serbien                         | Donauschwabe, Batschka, Vojvodina                                             | Geograph, Bakteriologe |                                     |  |
| Hans Schreckeis                                | 1905           | ?                | Vukovár (heute Vukovar, deutsch Wukowar)                                        | Ungarn (Königreich Ungarn, 1867–1918)                | Kroatien                        | Donauschwabe, Syrmien                                                         | Mediziner |                                     |  |
| Heinrich Schubkegel                            | 1938           | 1991             | Szemlak (heute Șemlacu Mic, deutsch Semlak)                                     | Ungarn (Königreich Ungarn, 1867–1918)                | Rumänien                        | Banater Schwabe                                                               | Pädagoge, Generalschulinspektor |                                     |  |
| Herbert Schuch                                 | 1979           |                  | Timișoara (deutsch Temeswar)                                                    | Rumänien (Zeit des Kommunismus)                      | Rumänien                        | Banater Schwabe                                                               | Pianist |                                     |  |
| Peter Schuch                                   | 1925           | 2002             | Sânnicolau Mare (deutsch Großsanktnikolaus)                                     | Rumänien (Königreich Rumänien)                       | Rumänien                        | Banater Schwabe                                                               | Schauspieler |                                     |  |
| Ludwig Schumacher                              | 1915           |                  | Sajkászentiván (heute Šajkaš, deutsch Schatzdorf)                               | Ungarn (Königreich Ungarn, 1867–1918)                | Serbien                         | Donauschwabe, Batschka, Vojvodina                                             | Volkswirt |                                     |  |
| Samuel Schumacher                              | 1889           | 1929             | Újpázova (heute Nova Pazova, deutsch Neu-Pasua)                                 | Ungarn (Königreich Ungarn, 1867–1918)                | Serbien                         | Donauschwabe, Syrmien, Vojvodina                                              | Volkstumspolitiker, Theologe |                                     |  |
| Elisabeth Schüssler-Fiorenza                   | 1938           |                  | Cenad (deutsch Tschanad)                                                        | Rumänien (Königreich Rumänien)                       | Rumänien                        | Banater Schwäbin                                                              | Theologin |                                     |  |
| Johann Nepomuk Konstantin Schuster             | 1777           | 1838             | Fünfkirchen (heute Pécs, deutsch Fünfkirchen)                                   | Österreich (Heiliges Römisches Reich)                | Ungarn                          | Donauschwabe, Baranja, Komitat Pécs                                           | Chemiker |                                     |  |
| Anton Schütz                                   | 1880           | 1953             | Nagytószeg (heute Novi Kozarci, deutsch Mastort, Haufeld)                       | Ungarn (Königreich Ungarn, 1867–1918)                | Serbien                         | Donauschwabe, Banat, Vojvodina                                                | Theologe, Dogmatiker |                                     |  |
| Josef Schütz                                   |                | 1960             | Nagytószeg (heute Novi Kozarci, deutsch Mastort, Haufeld)                       | Ungarn (Königreich Ungarn, 1867–1918)                | Serbien                         | Banater Schwabe                                                               | Pädagoge | , hinten rechts im Bild             |  |
| Peter Schütz                                   | 1899           | 1977             | Újvár (heute Uivar, deutsch Neuburg an der Bega)                                | Ungarn (Königreich Ungarn, 1867–1918)                | Rumänien                        | Banater Schwabe                                                               | Komponist, Sänger, Mediziner |                                     |  |
| Nora Schütz Minorovics                         | 1934           |                  | Timișoara (deutsch Temeswar)                                                    | Rumänien (Königreich Rumänien)                       | Rumänien                        | Banater Schwäbin                                                              | Malerin, Grafikerin |                                     |  |
| Emmerich Schwach                               | 1880           | 1959             | Lugos (heute Lugoj, deutsch Lugosch)                                            | Ungarn (Königreich Ungarn, 1867–1918)                | Rumänien                        | Banater Schwabe                                                               | Komponist, Militärkapellmeister |                                     |  |
| Wilhelm Schwach                                | 1850           | 1921             | wahrscheinlich Lugosch (heute Lugoj, deutsch Lugosch)                           | Österreich (Kaisertum Österreich)                    | Rumänien                        | Banater Schwabe                                                               | Komponist, Kapellmeister, Chorleiter |                                     |  |
| Ludwig Stefan Schwarz                          | 1925           | 1981             | Dolaț (deutsch Dolatz)                                                          | Rumänien (Königreich Rumänien)                       | Rumänien                        | Banater Schwabe                                                               | Autor |                                     |  |
| Beatrix Schwarzböck-Fischer                    | 1808           | 1885             | Temeswar (heute Timișoara)                                                      | Österreich (Kaisertum Österreich)                    | Rumänien                        | Banater Schwäbin                                                              | Sopranistin |                                     |  |
| Johann Heinrich Schwicker                      | 1839           | 1902             | Neubeschenowa (heute Dudeștii Noi, deutsch Neubeschenowa)                       | Österreich (Kaisertum Österreich)                    | Rumänien                        | Banater Schwabe                                                               | Historiker, Politiker |                                     |  |
| Anton Schwob                                   | 1937           | 2023             | Apatin                                                                          | Jugoslawien (Königreich Jugoslawien)                 | Serbien                         | Donauschwabe, Batschka, Vojvodina                                             | Germanist |                                     |  |
| Ignaz Semmelweis                               | 1818           | 1865             | Buda (heute Budapest)                                                           | Österreich (Kaisertum Österreich)                    | Ungarn                          | Donauschwabe, Komitat Budapest                                                | Mediziner, Arzt, Forscher |                                     |  |
| Ingomar Senz                                   | 1936           |                  | Bački Gračac (deutsch Filipowa, Filipsdorf)                                     | Jugoslawien (Königreich Jugoslawien)                 | Serbien                         | Donauschwabe, Batschka, Vojvodina                                             | Autor |                                     |  |
| Josef Volkmar Senz                             | 1912           | 2001             | Apatin                                                                          | Ungarn (Königreich Ungarn, 1867–1918)                | Serbien                         | Donauschwabe, Batschka, Vojvodina                                             | Volkskundler, Heimatforscher |                                     |  |
| Karl Singer                                    | 1940           | 2015             | Cozmeni                                                                         | Rumänien (Königreich Rumänien)                       | Rumänien                        | Banater Schwabe                                                               | Mathematiker, Hochschullehrer |                                     |  |
| Klaus Slatina                                  | 1941           | 2022             | Jimbolia (deutsch Hatzfeld)                                                     | Rumänien (Königreich Rumänien)                       | Rumänien                        | Banater Schwabe                                                               | Fußballspieler |                                     |  |
| Geza Slovik                                    | 1897           | 1944             | Stájerlakanina (heute Anina, deutsch Steierdorf-Anina)                          | Ungarn (Königreich Ungarn, 1867–1918)                | Rumänien                        | Banater Berglanddeutscher                                                     | Komponist, Kirchenmusiker |                                     |  |
| Oskar Sommerfeld                               | 1885           | 1973             | Indija (heute Inđija, deutsch India)                                            | Ungarn (Königreich Ungarn, 1867–1918)                | Serbien                         | Donauschwabe, Syrmien, Vojvodina                                              | Maler |                                     |  |
| Carl Sonklar                                   | 1816           | 1885             | Weißkirchen (heute Bela Crkva, deutsch Weißkirchen)                             | Österreich (Kaisertum Österreich)                    | Serbien                         | Donauschwabe, Banat, Vojvodina                                                | Geograph, Pionier der Alpenerforschung |                                     |  |
| Hans Sonnleitner                               | 1931           | 2021             | Banatski Karlovac (deutsch Karlsdorf)                                           | Jugoslawien (Königreich Jugoslawien)                 | Serbien                         | Donauschwabe, Banat, Vojvodina                                                | Leiter des Verlages der „Donauschwäbischen Kulturstiftung“ |                                     |  |
| Werner Söllner                                 | 1951           | 2019             | Horia (Arad) (deutsch Neupanat)                                                 | Rumänien (Zeit des Kommunismus)                      | Deutschland                     | Banater Schwabe                                                               | Schriftsteller |                                     |  |
| Wilhelm Franz Speer                            | 1823           | 1898             | Friedland in Böhmen (heute Frýdlant v Čechách, deutsch Friedland in Böhmen)     | Österreich (Kaisertum Österreich)                    | Tschechien                      | Donauschwabe                                                                  | Komponist, Organist, Dirigent, Domkapellmeister in Temeswar, Klavierpädagoge |                                     |  |
| Rosa Speidel                                   | 1943           |                  |                                                                                 | Jugoslawien (Königreich Jugoslawien)                 | Serbien                         | Donauschwäbin, Batschka, Vojvodina                                            | Dichterin, Autorin |                                     |  |
| Edmund Steinacker                              | 1839           | 1929             | Debrecen (deutsch Debrezin)                                                     | Österreich (Kaisertum Österreich)                    | Ungarn                          | Donauschwabe, Komitat Hajdú-Bihar                                             | Politiker, Publizist |                                     |  |
| Adalbert Steiner                               | 1907           | 1994             | Temesvár (heute Timișoara, deutsch Temeswar)                                    | Ungarn (Königreich Ungarn, 1867–1918)                | Rumänien                        | Banater Schwabe                                                               | Fußballspieler |                                     |  |
| Gabor Steiner                                  | 1858           | 1944             | Temeswar (heute Timișoara, deutsch Temeswar)                                    | Österreich (Kaisertum Österreich)                    | Rumänien                        | Banater Schwabe                                                               | Theaterdirektor |                                     |  |
| Franz Steiner                                  | 1855           | 1920             | Temeswar (heute Timișoara, deutsch Temeswar)                                    | Österreich (Kaisertum Österreich)                    | Rumänien                        | Banater Schwabe                                                               | Theaterdirektor |                                     |  |
| Johann Steiner                                 | 1948           |                  | Biled (deutsch Billed)                                                          | Rumänien (Zeit des Kommunismus)                      | Rumänien                        | Banater Schwabe                                                               | Germanist, Rumänist, Journalist |                                     |  |
| Alexander Stefi                                | 1953           |                  | Ciacova (deutsch Tschakowa)                                                     | Rumänien (Zeit des Kommunismus)                      | Rumänien                        | Banater Schwabe                                                               | Theaterschauspieler |                                     |  |
| Jacobus Conrad Stein                           | 1878           | 1948             | Ferenchalom (heute Kačarevo, deutsch Franzfeld)                                 | Ungarn (Königreich Ungarn, 1867–1918)                | Serbien                         | Donauschwabe, Banat, Vojvodina                                                | Autor |                                     |  |
| Anton Sterbling                                | 1953           |                  | Sânnicolau Mare (deutsch Groß Sankt Nikolaus)                                   | Rumänien (Zeit des Kommunismus)                      | Rumänien                        | Banater Schwabe                                                               | Soziologe, Pädagoge |                                     |  |
| Gunther Stilling                               | 1943           | 2024             | Srpski Miletić (deutsch Militisch)                                              | Jugoslawien (Königreich Jugoslawien)                 | Serbien                         | Donauschwabe, Batschka, Vojvodina                                             | Bildhauer |                                     |  |
| Michael Stocker                                | 1911           | 2003             | Németsztamora (heute Stamora Germană, deutsch Deutschstamora)                   | Ungarn (Königreich Ungarn, 1867–1918)                | Rumänien                        | Banater Schwabe                                                               | Beamter in der Landesverwaltung des Freistaats Bayern (1945–1976) und Vorsitzender der Landsmannschaft der Banater Schwaben (1966–1978)                                                      |                                     |  |
| Werner Stöckl                                  | 1952           |                  | Reșița (deutsch Reschitz)                                                       | Rumänien (Zeit des Kommunismus)                      | Rumänien                        | Banater Berglanddeutscher                                                     | Handballspieler |                                     |  |
| Emmerich Stoffel                               | 1913           | 2008             | Csák (heute Ciacova, deutsch Tschakowa)                                         | Ungarn (Königreich Ungarn, 1867–1918)                | Rumänien                        | Banater Schwabe                                                               | Generalsekretär des Deutschen Antifaschistischen Komitees für Rumänien, Mitglied des Zentralkomitees der Rumänischen Kommunistischen Partei (RKP) und rumänischer Botschafter in der Schweiz |                                     |  |
| Josip Juraj Strossmayer                        | 1815           | 1905             | Esseg (heute Osijek, deutsch Esseg)                                             | Österreich (Kaisertum Österreich)                    | Kroatien                        | Donauschwabe, Baranja, Slawonien                                              | Theologe, Bischof, Politiker |                                     |  |
| Helmut Stürmer                                 | 1942           |                  | Timișoara (deutsch Temeswar)                                                    | Rumänien (Königreich Rumänien)                       | Rumänien                        | Banater Schwabe                                                               | Bühnenbildner, Kostümbildner | [ 125 ]                             |  |
| Julius Stürmer                                 | 1915           | 2011             | Karánsebes (heute Caransebeș, deutsch Karansebesch)                             | Ungarn (Königreich Ungarn, 1867–1918)                | Rumänien                        | Banater Schwabe                                                               | Maler, Grafiker |                                     |  |
| Alexander Šumski                               | 1933           | 2022             | Timișoara (deutsch Temeswar)                                                    | Rumänien (Königreich Rumänien)                       | Rumänien                        | Banater Schwabe                                                               | Musikwissenschaftler, Pianist, Dirigent, Komponist |                                     |  |
| Hans Supritz                                   | 1939           |                  | Bačka Palanka (deutsch Plankenburg)                                             | Jugoslawien (Königreich Jugoslawien)                 | Serbien                         | Donauschwabe, Batschka, Vojvodina                                             | Vizepräsident des Weltdachverbands der Donauschwaben |                                     |  |
| Otto Sýkora                                    | 1873           | 1945             | Mirošov u Rokycan, deutsch Miröschau                                            | Österreich (Österreich-Ungarn)                       | Tschechien                      | Banater Berglanddeutscher                                                     | Komponist |                                     |  |
| Peter Szaif                                    | 1923           | 1970             | Timișoara (deutsch Temeswar)                                                    | Rumänien (Königreich Rumänien)                       | Rumänien                        | Banater Schwabe                                                               | Bildhauer |                                     |  |
| Kurt Szilier                                   | 1957           |                  | Lugoj (deutsch Lugosch)                                                         | Rumänien (Zeit des Kommunismus)                      | Rumänien                        | Banater Schwabe                                                               | |                                     |  |
| Johann Szimits                                 | 1852           | 1910             | Bogáros (heute Bulgăruș, deutsch Bogarosch)                                     | Österreich (Kaisertum Österreich)                    | Rumänien                        | Banater Schwabe                                                               | Dichter |                                     |  |
| Emil Szittya (Adolf Schenk)                    | 1886           | 1964             | Budapest                                                                        | Ungarn (Königreich Ungarn, 1867–1918)                | Ungarn                          | Donauschwabe, Komitat Budapest                                                | Autor, Maler, Journalist |                                     |  |
| Anton Tafferner                                | 1910           | 2008             | Vértesboglár (deutsch Boglar)                                                   | Ungarn (Königreich Ungarn, 1867–1918)                | Ungarn                          | Donauschwabe, Komitat Fejér                                                   | Volkskundler, Donauschwäbischer Forscher | [ 127 ]                             |  |
| Radegunde Täuber                               | 1940           |                  | Cărpiniș (deutsch Gertianosch)                                                  | Rumänien (Königreich Rumänien)                       | Rumänien                        | Banater Schwäbin                                                              | Autorin, Germanistin |                                     |  |
| Mihai Tänzer                                   | 1905           | 1993             | Temesvár (heute Timișoara, deutsch Temeswar)                                    | Ungarn (Königreich Ungarn, 1867–1918)                | Rumänien                        | Banater Schwabe                                                               | rumänischer und ungarischer Fußballspieler und -trainer |                                     |  |
| Alexander Ternovits                            | 1929           |                  | Lugoj (deutsch Lugosch)                                                         | Rumänien (Königreich Rumänien)                       | Rumänien                        | Banater Schwabe                                                               | Schauspieler |                                     |  |
| Lajos Thallóczy (Ludwig Strommer)              | 1857           | 1916             | Kaschau (heute Košice, deutsch Kaschau)                                         | Österreich (Kaisertum Österreich)                    | Slowakei                        | Donauschwabe, Komitat Abaúj-Torna                                             | Historiker, Begründer der Balkanstudien in Ungarn, Verwaltungsbeamter und Politiker |                                     |  |
| Martin Anton Thomann                           | 1926           | 1992             | Kumbaja (deutsch Kumbai, Kombai, Kumbaj, Kumbern)                               | Ungarn (Königreich Ungarn, 1919–1946)                | Ungarn                          | Donauschwabe, Batschka, Komitat Bács-Kiskun                                   | Pädagoge |                                     |  |
| Hans Thurn                                     | 1913           | 2002             | Temesvár (deutsch Temeswar)                                                     | Ungarn (Königreich Ungarn, 1867–1918)                | Rumänien                        | Banater Schwabe                                                               | Übersetzer, Autor und Journalist |                                     |  |
| Alexander Tietz                                | 1896           | 1978             | Resicabánya (heute Reșița, deutsch Reschitz)                                    | Ungarn (Königreich Ungarn, 1867–1918)                | Rumänien                        | Banater Berglanddeutscher                                                     | Ethnograf |                                     |  |
| Josef Tietz                                    | 1859           | 1930             | Temeswar(heute Timișoara, deutsch Temeswar)                                     | Österreich (Kaisertum Österreich)                    | Rumänien                        | Banater Berglanddeutscher                                                     | Komponist, Kirchenmusiker |                                     |  |
| Hans Till                                      | 1920           | 2012             | Arad                                                                            | Rumänien (Königreich Rumänien)                       | Rumänien                        | Banater Schwabe                                                               | Gärtner |                                     |  |
| Hans-Thomas Tillschneider                      | 1978           |                  | Temeswar(heute Timișoara, deutsch Temeswar)                                     | Österreich (Kaisertum Österreich)                    | Rumänien (Zeit des Kommunismus) | Banater Schwabe                                                               | Islamwissenschaftler, Publizist und Politiker der AfD |                                     |  |
| William Totok                                  | 1951           |                  | Comloșu Mare (deutsch Groß-Komlosch)                                            | Rumänien (Zeit des Kommunismus)                      | Rumänien                        | Banater Schwabe                                                               | Publizist |                                     |  |
| Ella Triebnigg-Pirkhert                        | 1874           | 1938             | Ofen (heute Budapest)                                                           | Ungarn (Königreich Ungarn, 1867–1918)                | Ungarn                          | Donauschwäbin, Komitat Budapest                                               | Autorin |                                     |  |
| Josef Trischler                                | 1903           | 1975             | Boróc (heute Obrovac, deutsch Obrowatz, Oberndorf)                              | Ungarn (Königreich Ungarn, 1867–1918)                | Serbien                         | Donauschwabe, Batschka, Vojvodina                                             | Politiker (FDP) |                                     |  |
| Stephan Tull                                   | 1922           | 2009             | Zrenjanin (deutsch Großbetschkerek)                                             | Jugoslawien (Königreich Jugoslawien)                 | Serbien                         | Donauschwabe, Banat, Vojvodina                                                | Politiker (SPÖ), Senatsrat, Oberösterreichischer Landtag, Nationalrat |                                     |  |
| Andreas Urteil                                 | 1933           | 1963             | Gakovo (deutsch Gakowa)                                                         | Jugoslawien (Königreich Jugoslawien)                 | Serbien                         | Donauschwabe, Batschka, Vojvodina                                             | Bildhauer, Zeichner | [ 133 ]                             |  |
| Anton Valentin                                 | 1898           | 1967             | Újarad (heute Aradul Nou, deutsch Neu Arad)                                     | Ungarn (Königreich Ungarn, 1867–1918)                | Rumänien                        | Banater Schwabe                                                               | „Gaukulturwalter des Banats“, Leiter der Prinz-Eugen-Schule (1942–1944), Vorsitzender der Landsmannschaft der Banater Schwaben (1953–1966)                                                   |                                     |  |
| Fritz Valjavec                                 | 1909           | 1960             | Wien                                                                            | Österreich (Österreich-Ungarn)                       | Österreich                      | Donauschwabe (außerhalb des Siedlungsgebietes geboren)                        | Historiker, Südostforschung |                                     |  |
| Karl Vargha                                    | 1914           | 1993             | Szentlászló (deutsch Senglasl)                                                  | Ungarn (Königreich Ungarn, 1867–1918)                | Ungarn                          | Donauschwabe, Ungarn                                                          | Germanist | , rechts im Bild                    |  |
| János Veiczi                                   | 1924           | 1987             | Budapest                                                                        | Ungarn (Königreich Ungarn, 1919–1946)                | Ungarn                          | Donauschwabe, Komitat Budapest                                                | Regisseur, Drehbuchautor, Schauspieler |                                     |  |
| Emerich Vogl                                   | 1905           | 1971             | Temesvár (heute Timișoara, deutsch Temeswar)                                    | Ungarn (Königreich Ungarn, 1867–1918)                | Rumänien                        | Banater Schwabe                                                               | Fußballspieler, Fußballtrainer |                                     |  |
| Julius Vollmer                                 | 1927           | 2014             | Timișoara (deutsch Temeswar)                                                    | Rumänien (Königreich Rumänien)                       | Rumänien                        | Banater Schwabe                                                               | Schauspieler |                                     |  |
| Balthasar Waitz                                | 1950           |                  | Nițchidorf (deutsch Nitzkydorf)                                                 | Rumänien                                             | Rumänien                        | Banater Schwabe                                                               | Journalist, Schriftsteller, Dichter und Übersetzer |                                     |  |
| Richard Wagner                                 | 1952           | 2023             | Lovrin (deutsch Lowrin)                                                         | Rumänien (Zeit des Kommunismus)                      | Rumänien                        | Banater Schwabe                                                               | Autor, Mitglied der Aktionsgruppe Banat |                                     |  |
| Adolf Waldinger                                | 1843           | 1904             | Osijek (deutsch Esseg)                                                          | Österreich (Kaisertum Österreich)                    | Kroatien                        | Donauschwabe, Baranja, Slawonien                                              | Maler |                                     |  |
| Karl F. Waldner                                | 1911           | 2001             | Perjámos (heute Periam, deutsch Perjamosch)                                     | Ungarn (Königreich Ungarn, 1867–1918)                | Rumänien                        | Banater Schwabe                                                               | Leiter Donauschwäbisches Kulturwerk |                                     |  |
| Koloman Wallisch                               | 1889           | 1934             | Lugos (heute Lugoj, deutsch Lugosch)                                            | Ungarn (Königreich Ungarn, 1867–1918)                | Rumänien                        | Donauschwabe, Banat, Vojvodina                                                | österreichischer sozialdemokratischer Arbeiterführer |                                     |  |
| Elisabeth Walter                               | 1940           |                  | Banatski Karlovac (deutsch Karlsdorf)                                           | Jugoslawien (Königreich Jugoslawien)                 | Serbien                         | Donauschwäbin, Banat, Vojvodina                                               | Autorin |                                     |  |
| Franz Waschek                                  | 1900           | 1961             | Fehértemplom (heute Bela Crkva, deutsch Weißkirchen)                            | Ungarn (Königreich Ungarn, 1867–1918)                | Serbien                         | Donauschwabe, Banat, Vojvodina                                                | Kirchenmusiker, Komponist, Chorleiter |                                     |  |
| Franz Watz                                     | 1949           |                  | Aradul Nou (deutsch Neu-Arad)                                                   | Rumänien (Zeit des Kommunismus)                      | Rumänien                        | Banater Schwabe                                                               | Komponist, Arrangeur |                                     |  |
| Monika Weber                                   | 1966           |                  | Satu Mare (deutsch Sathmar)                                                     | Rumänien (Zeit des Kommunismus)                      | Rumänien                        | Sathmarer Schwäbin                                                            | Florettfechterin |                                     |  |
| Wilhelm Weber                                  | 1924           | 2016             | Timișoara (deutsch Temeswar)                                                    | Rumänien (Königreich Rumänien)                       | Rumänien                        | Banater Schwabe                                                               | Volkskundler, Bibliothekar, Pädagoge |                                     |  |
| Rudolf Wegscheider                             | 1859           | 1935             | Perlas (heute Perlez, deutsch Perlas)                                           | Österreich (Kaisertum Österreich)                    | Serbien                         | Donauschwabe, Banat, Vojvodina                                                | Chemiker |                                     |  |
| Johannes Weidenheim                            | 1918           | 2002             | Topolya (heute Bačka Topola, deutsch Batschka Topola)                           | Ungarn (Königreich Ungarn, 1867–1918)                | Serbien                         | Donauschwabe, Batschka, Vojvodina                                             | Autor |                                     |  |
| Johann Weidlein                                | 1905           | 1994             | Murga (deutsch Murgau)                                                          | Ungarn (Königreich Ungarn, 1867–1918)                | Deutschland                     | Donauschwabe, Komitat Tolna                                                   | Hungaristiker, Germanist und Philologe |                                     |  |
| Georg Weifert                                  | 1850           | 1937             | Pantschowa (heute Pančevo, deutsch Pantschowa)                                  | Österreich (Kaisertum Österreich)                    | Serbien                         | Donauschwabe, Banat, Vojvodina                                                | Nationalbankpräsident des Königreichs Serbien und des Königreichs der Serben, Kroaten und Slowenen, Unternehmer                                                                              |                                     |  |
| Ladislaus Michael Weifert                      | 1894           | 1977             | Versec (heute Vršac, deutsch Werschetz)                                         | Ungarn (Königreich Ungarn, 1867–1918)                | Serbien                         | Donauschwabe, Banat, Vojvodina                                                | Mundartforscher |                                     |  |
| Herbert Weiss                                  |                |                  |                                                                                 |                                                      | Rumänien                        | Banater Schwabe                                                               | Dirigent, Musiklehrer, Leiter des Kammerchors Peciu Nou und des Schubert-Chors Temeswar | , links im Bild                     |  |
| Johnny Weissmüller                             | 1904           | 1984             | Szabadfalu (deutsch Freidorf)                                                   | Ungarn (Königreich Ungarn, 1867–1918)                | Rumänien                        | Banater Schwabe                                                               | Schwimmer, Schauspieler |                                     |  |
| Hans Weisz                                     | 1903           | 1982             | Zădăreni (deutsch Saderlach)                                                    | Ungarn (Königreich Ungarn, 1867–1918)                | Rumänien                        | Banater Schwabe                                                               | Komponist, Kantor, Organist, Chorleiter |                                     |  |
| Sándor Wekerle                                 | 1848           | 1921             | Moor (heute Mór, deutsch Moor)                                                  | Österreich (Kaisertum Österreich)                    | Ungarn                          | Donauschwabe, Komitat Fejér                                                   | Ministerpräsident Ungarns |                                     |  |
| Hans Weresch                                   | 1902           | 1986             | Felsöbenczek (heute Bencecu de Sus, deutsch Bentschek)                          | Ungarn (Königreich Ungarn, 1867–1918)                | Rumänien                        | Banater Schwabe                                                               | Politiker, Forscher |                                     |  |
| Franz Julius Wettel                            | 1854           | 1938             | Werschetz (heute Vršac, deutsch Werschetz)                                      | Österreich (Kaisertum Österreich)                    | Serbien                         | Donauschwabe, Banat, Vojvodina                                                | Historiker |                                     |  |
| Rudolf Wetzer                                  | 1901           | 1993             | Temesvár (heute Timișoara, deutsch Temeswar)                                    | Ungarn (Königreich Ungarn, 1867–1918)                | Rumänien                        | Banater Schwabe                                                               | Fußballspieler, Fußballtrainer |                                     |  |
| Ernest Wichner                                 | 1952           |                  | Zăbrani (deutsch Guttenbrunn)                                                   | Rumänien (Zeit des Kommunismus)                      | Rumänien                        | Banater Schwabe                                                               | Autor, Leiter des Literaturhauses Berlin |                                     |  |
| Hans Wiesenmayer                               | 1924           | 2007             | Jimbolia (deutsch Hatzfeld)                                                     | Rumänien                                             | Rumänien                        | Banater Schwabe                                                               | Leichtathlet | [ 139 ]                             |  |
| Georg Wildmann                                 | 1929           | 2022             | Bački Gračac (deutsch Filipowa, Filipsdorf)                                     | Jugoslawien (Königreich Jugoslawien)                 | Serbien                         | Donauschwabe, Batschka, Vojvodina                                             | Donauschwäbischer Verbandsvertreter, Hochschullehrer und Autor |                                     |  |
| Peter Winter                                   | 1898           | 1985             | Kiskomlos (heute Comloșu Mic, deutsch Ostern, Kleinkomlosch)                    | Ungarn (Königreich Ungarn, 1867–1918)                | Rumänien                        | Banater Schwabe                                                               | Mundartautor, Pseudonym Tanjelpheder, Verleger |                                     |  |
| Horst Winterstein                              | 1934           | 2006             | Novi Sivac (deutsch Neu-Siwatz)                                                 | Jugoslawien (Königreich Jugoslawien)                 | Serbien                         | Donauschwabe, Batschka, Vojvodina                                             | Innenminister Hessen (SPD), Landtagsabgeordneter Hessen (SPD) |                                     |  |
| Ladislaus Winterstein                          | 1905           | 1964             | Szivác (heute Sivac, deutsch Alt-Siwatz)                                        | Ungarn (Königreich Ungarn, 1867–1918)                | Serbien                         | Donauschwabe, Batschka, Vojvodina                                             | Landtagsabgeordneter Hessen (SPD), stellv. Vorsitzender des BdV-Landesverbands Hessen |                                     |  |
| Norbert Winterstein                            | 1931           |                  | Sivac (deutsch Alt-Siwatz)                                                      | Jugoslawien (Königreich Jugoslawien)                 | Serbien                         | Donauschwabe, Batschka, Vojvodina                                             | Landtagsabgeordneter Hessen (SPD), Oberbürgermeister von Rüsselsheim |                                     |  |
| Georg Karl Wisner Edler von Morgenstern        | 1783           | 1855             | Arad                                                                            | Österreich (Heiliges Römisches Reich)                | Rumänien                        | Banater Schwabe                                                               | Komponist, Dirigent, Pädagoge |                                     |  |
| Paul Wittmann                                  | 1900           | 1985             | Temeskeresztes (heute Cruceni, deutsch Kreuzstätten)                            | Ungarn (Königreich Ungarn, 1867–1918)                | Rumänien                        | Banater Schwabe                                                               | Komponist, Kirchenmusiker |                                     |  |
| Waldemar Wittmann                              | 1925           | 1988             | Timișoara (deutsch Temeswar)                                                    | Rumänien (Königreich Rumänien)                       | Rumänien                        | Banater Schwabe                                                               | Wirtschaftswissenschaftler |                                     |  |
| Nikolaus Wolcz                                 | 1947           |                  | Timișoara (deutsch Temeswar)                                                    |                                                      | Rumänien                        | Banater Schwabe                                                               | Regisseur, Schauspieler |                                     |  |
| Jakob Wolf                                     | 1914           | 1987             | Bácsfeketehegy (heute Feketić, deutsch Feketitsch)                              | Ungarn (Königreich Ungarn, 1867–1918)                | Serbien                         | Donauschwabe, Batschka, Vojvodina                                             | Bundesgeschäftsführer der Landsmannschaft der Donauschwaben |                                     |  |
| Johann Wolf                                    | 1902           | 1986             | Bozen (heute Bolzano)                                                           | Österreich (Österreich-Ungarn)                       | Italien                         | Donauschwabe (außerhalb des Siedlungsgebietes geboren)                        | Philosoph, Sprachwissenschaftler, Literaturwissenschaftler |                                     |  |
| Josef Wolf                                     | 1952           |                  | Arad                                                                            | Rumänien (Zeit des Kommunismus)                      | Rumänien                        | Banater Schwabe                                                               | Historiker |                                     |  |
| Walter Wolf                                    | 1947           |                  | Sânpetru Mic (deutsch Kleinsanktpeter)                                          | Rumänien (Königreich Rumänien)                       | Rumänien                        | Banater Schwabe                                                               | Journalist und Chefredakteur der Banater Post |                                     |  |
| Bruno Würtz                                    | 1933           | 1992             | Văliug (deutsch Franzdorf)                                                      | Königreich Rumänien                                  | Rumänien                        | Banater Berglanddeutscher                                                     | Intendant und Germanist |                                     |  |
| Conrad Paul Wusching                           | 1827           | 1900             | Großmanyok (heute Nagymányok, deutsch Großmanyok)                               | Österreich (Kaisertum Österreich)                    | Ungarn                          | Donauschwabe, Komitat Tolna                                                   | Komponist, Regenschori |                                     |  |
| Johann Wüscht                                  | 1897           | 1976             | Militics (heute Srpski Miletić, deutsch Militisch)                              | Ungarn (Königreich Ungarn, 1867–1918)                | Serbien                         | Donauschwabe, Batschka, Vojvodina                                             | Verbandsfunktionär, Leiter des Schwäbisch-Deutschen Kulturbundes in Srpski Miletić, Herausgeber und Autor                                                                                    |                                     |  |
| Josef Wüst                                     | 1925           | 2003             | Velika Greda (deutsch Georgshausen)                                             | Königreich Jugoslawien                               | Serbien                         | Donauschwabe, Banat, Vojvodina                                                | Journalist |                                     |  |
| Josef Zauner                                   | 1895           | 1959             | Angyalkút (heute Fântânele, deutsch Engelsbrunn)                                | Ungarn (Königreich Ungarn, 1867–1918)                | Rumänien                        | Banater Schwabe                                                               | Esperantist, Pionier der europäischen Einigung, Verleger |                                     |  |
| Waldemar Alfred Zawadzki                       | 1958           |                  | Timișoara (deutsch Temeswar)                                                    | Rumänien (Zeit des Kommunismus)                      | Rumänien                        | Banater Schwabe                                                               | Maler, Zahnarzt |                                     |  |
| Franz Zeltner                                  | 1911           | 1992             | Brennberg bei Ágfalva (deutsch Agendorf)                                        | Ungarn (Königreich Ungarn, 1867–1918)                | Ungarn                          | Donauschwabe, Komitat Győr-Moson-Sopron                                       | Dichter |                                     |  |
| Helga Zibert                                   | 1923           | 2017             | Ruma (deutsch Ruma)                                                             | Jugoslawien (Königreich Jugoslawien)                 | Serbien                         | Donauschwäbin, Syrmien, Vojvodina                                             | Malerin |                                     |  |
| Patricia Barbara Zimmermann                    | 1914           | 2007             | Szabadfalu (deutsch Freidorf)                                                   | Königreich Rumänien                                  | Rumänien                        | Banater Schwäbin                                                              | Benediktinerin des Ordens Sankt-Lioba |                                     |  |
| Robert Zollitsch                               | 1938           |                  | Bački Gračac (deutsch Filipowa, Filipsdorf)                                     | Jugoslawien (Königreich Jugoslawien)                 | Serbien                         | Donauschwabe, Batschka, Vojvodina                                             | Erzbischof von Freiburg, Vorsitzender der Deutschen Bischofskonferenz |                                     |  |
| Name                                           | *              | †                | Geburtsort                                                                      | Land zur Zeit der Geburt                             | Land der Geburt heute           | Volksgruppen- zugehörigkeit                                                   | Porträt, Link | Porträt Link                        |  |